# Lista gatunków z rodzaju wilec
Lista gatunków z rodzaju wilec (Ipomoea) – lista gatunków z rodzaju roślin z rodziny powojowatych. Należą do niego 633 gatunki o nazwach zweryfikowanych i zaakceptowanych.

## Lista gatunków
Nazwy polskie według:.

- Ipomoea abrupta R.Br.
- Ipomoea abutiloides (Kunth) G.Don

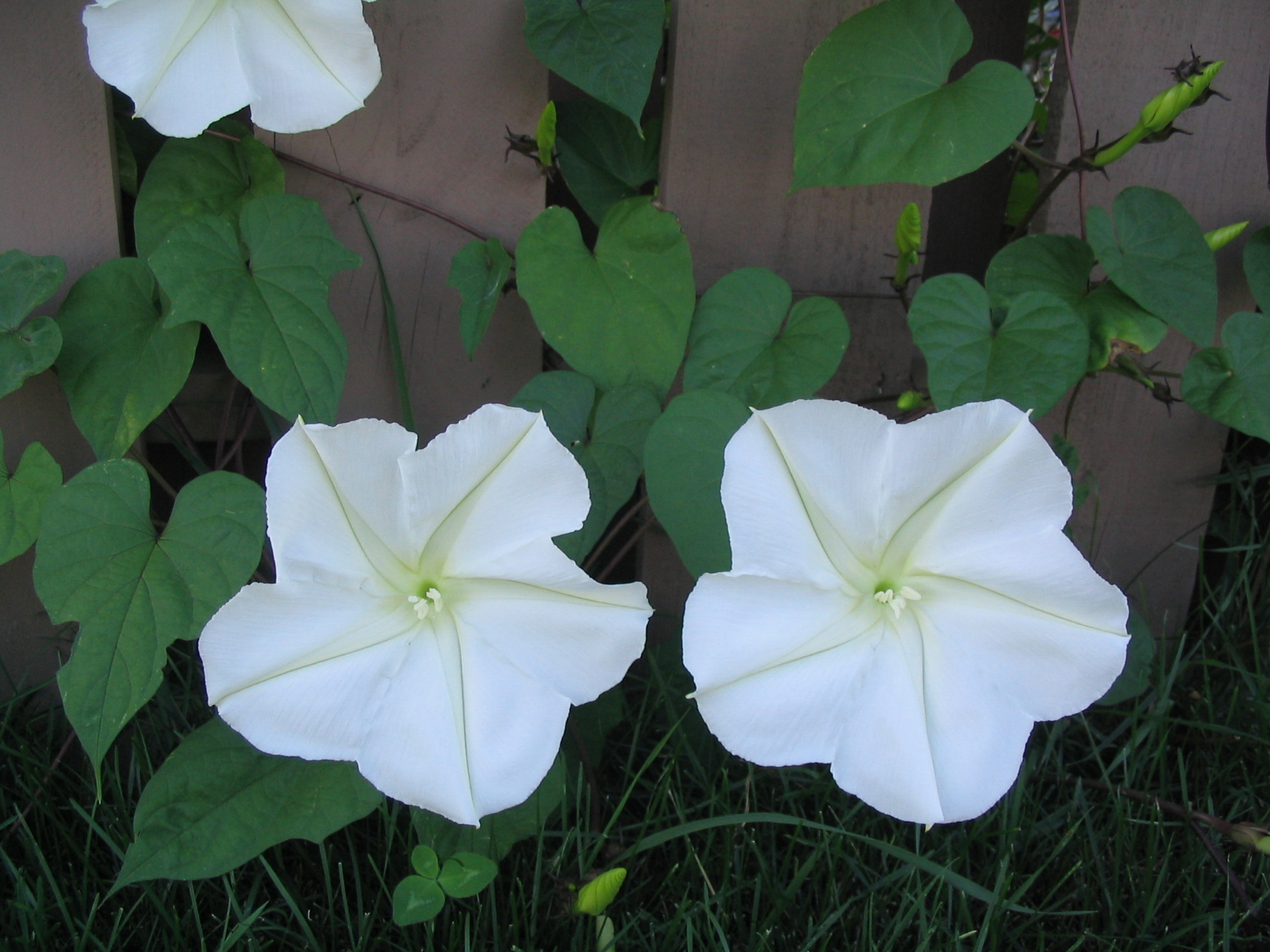
Ipomoea alba

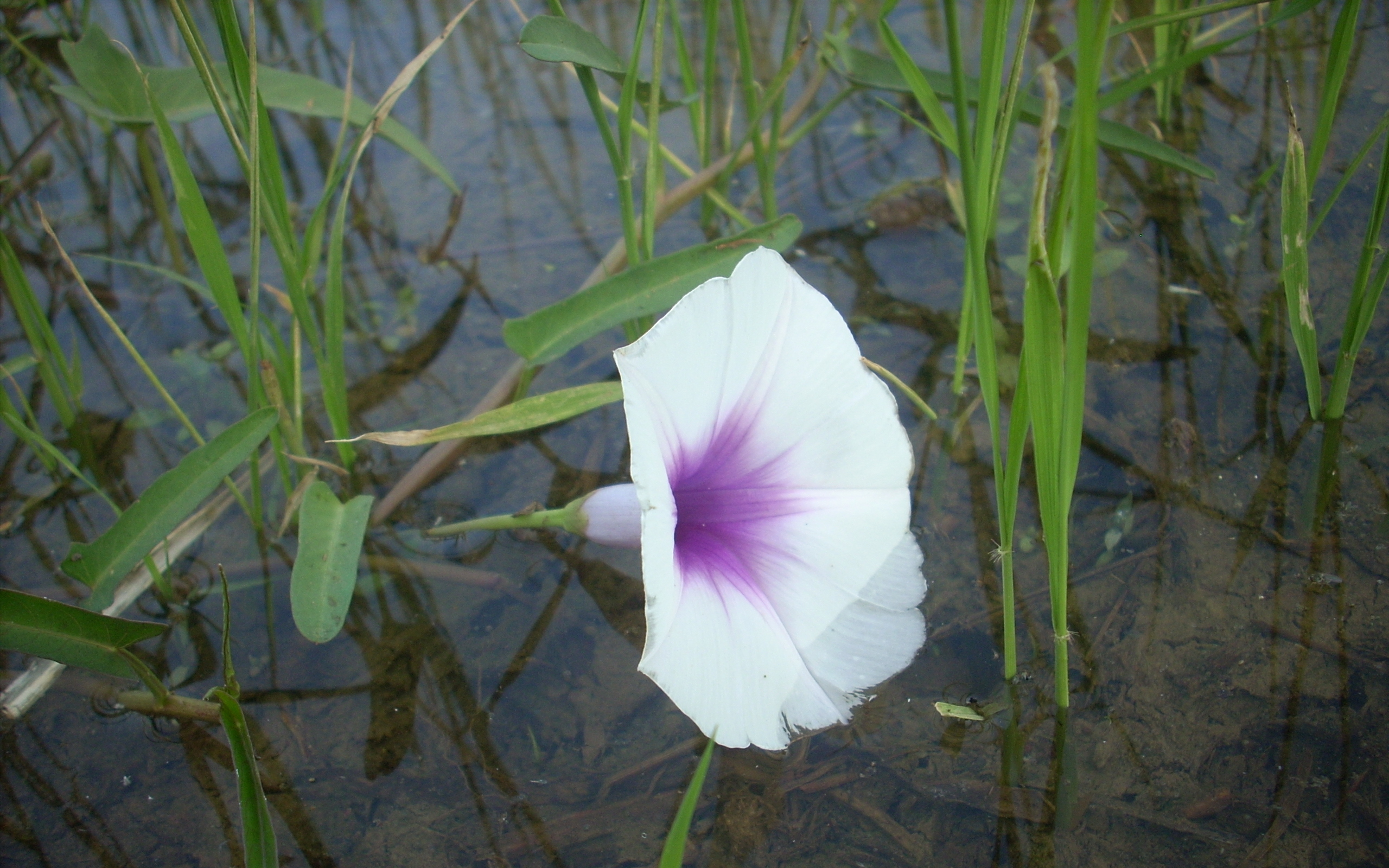
Ipomoea alba

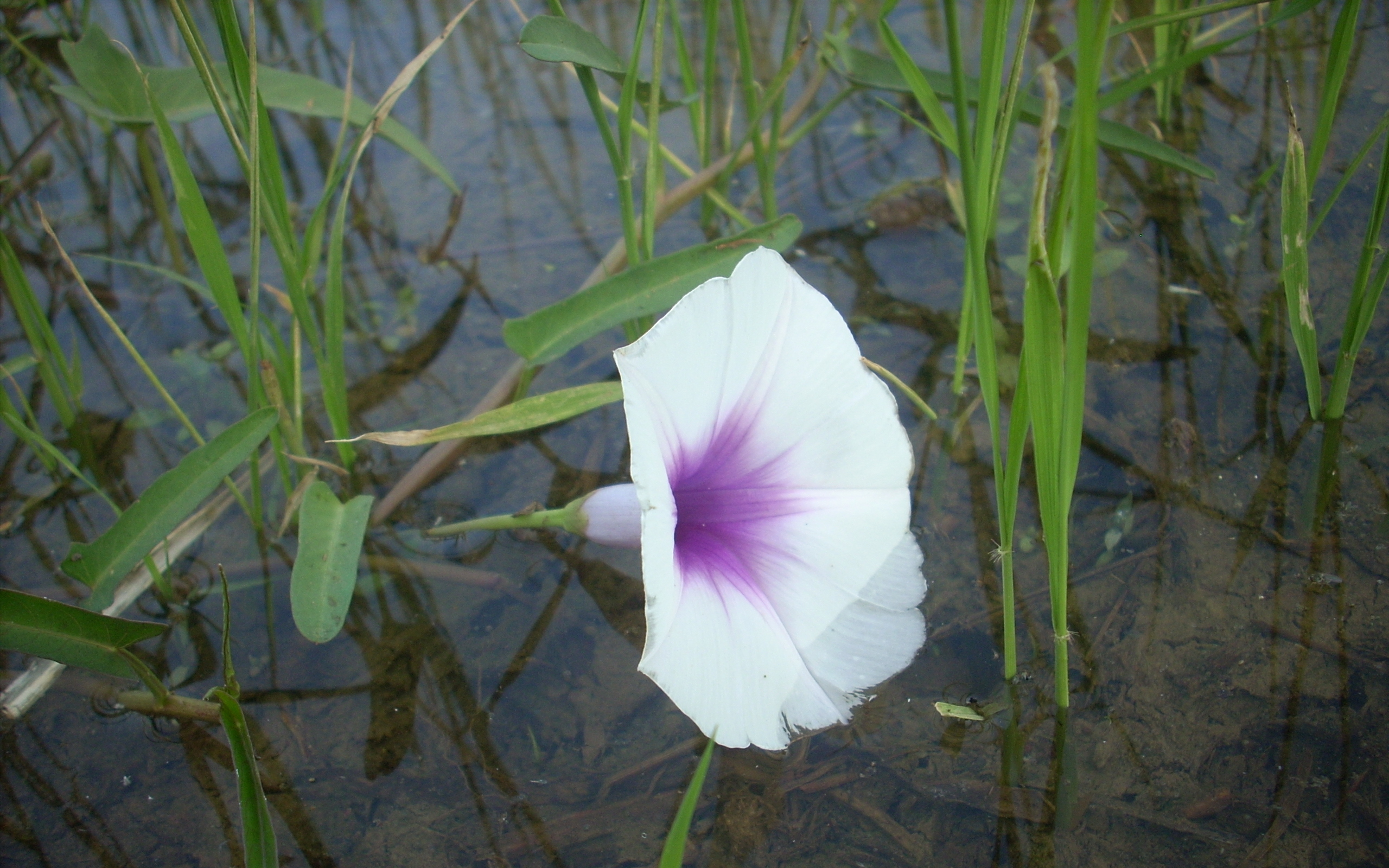
Wilec wodny

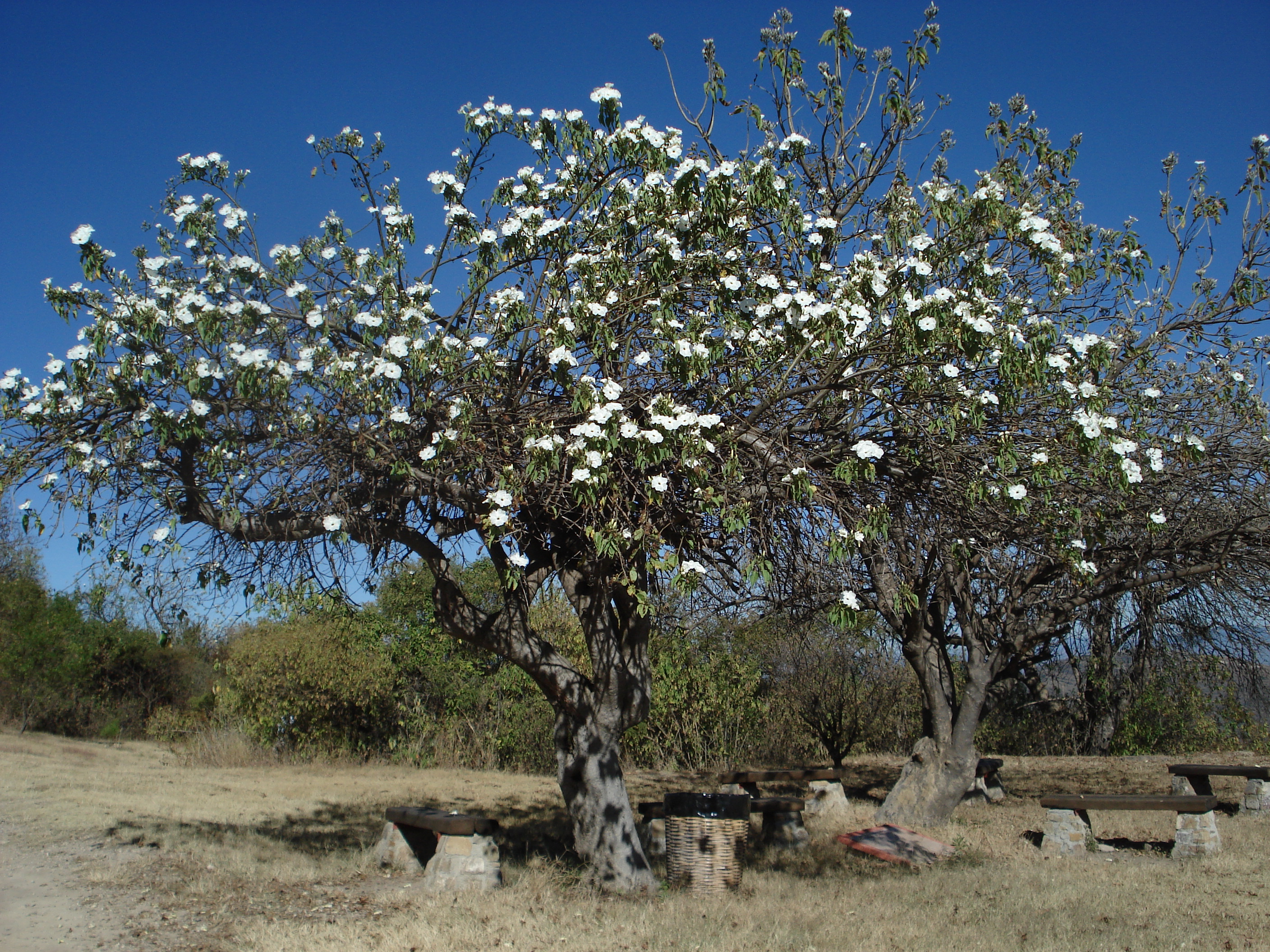
Ipomoea arborescens

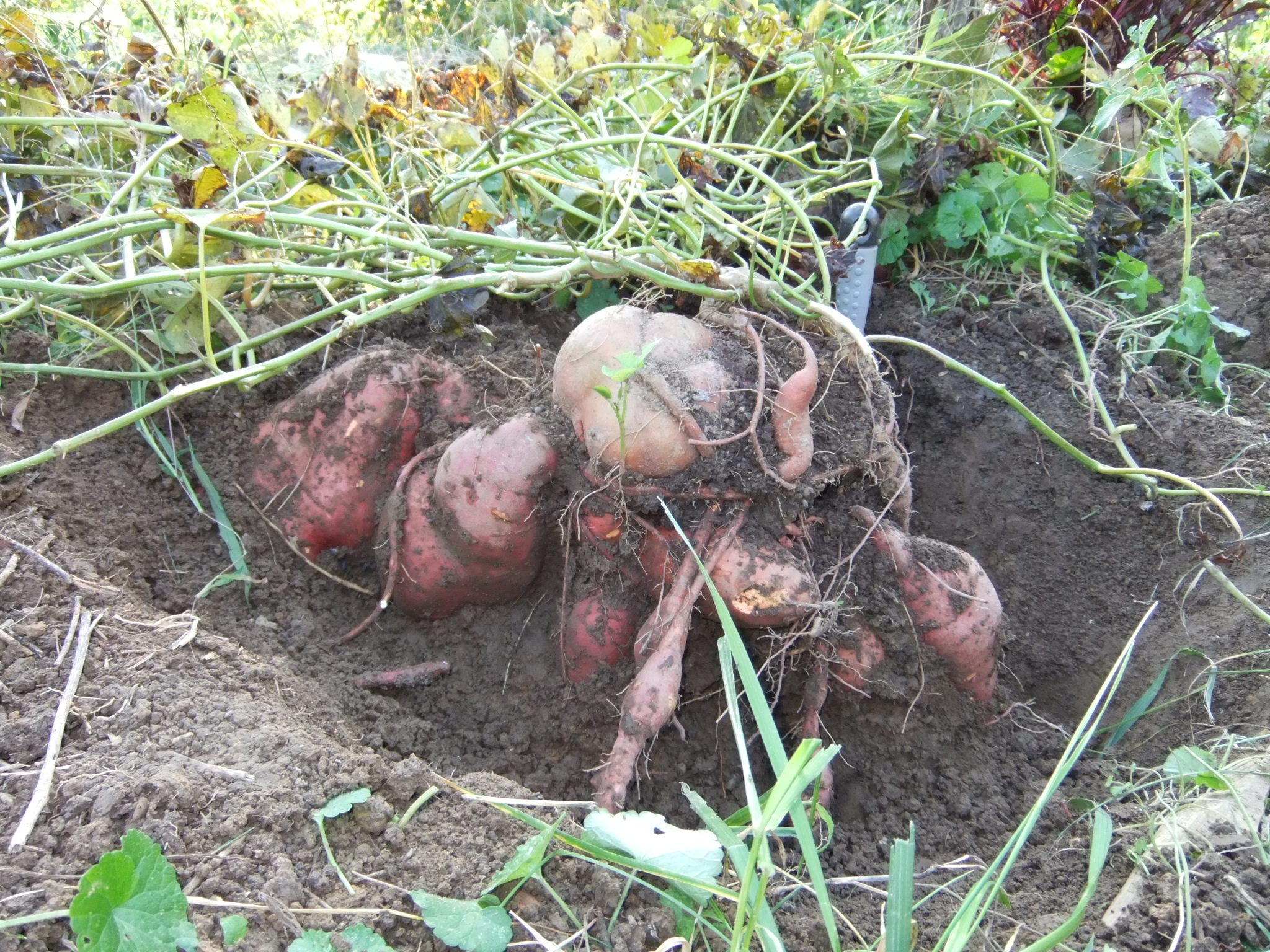
Wilec ziemniaczany

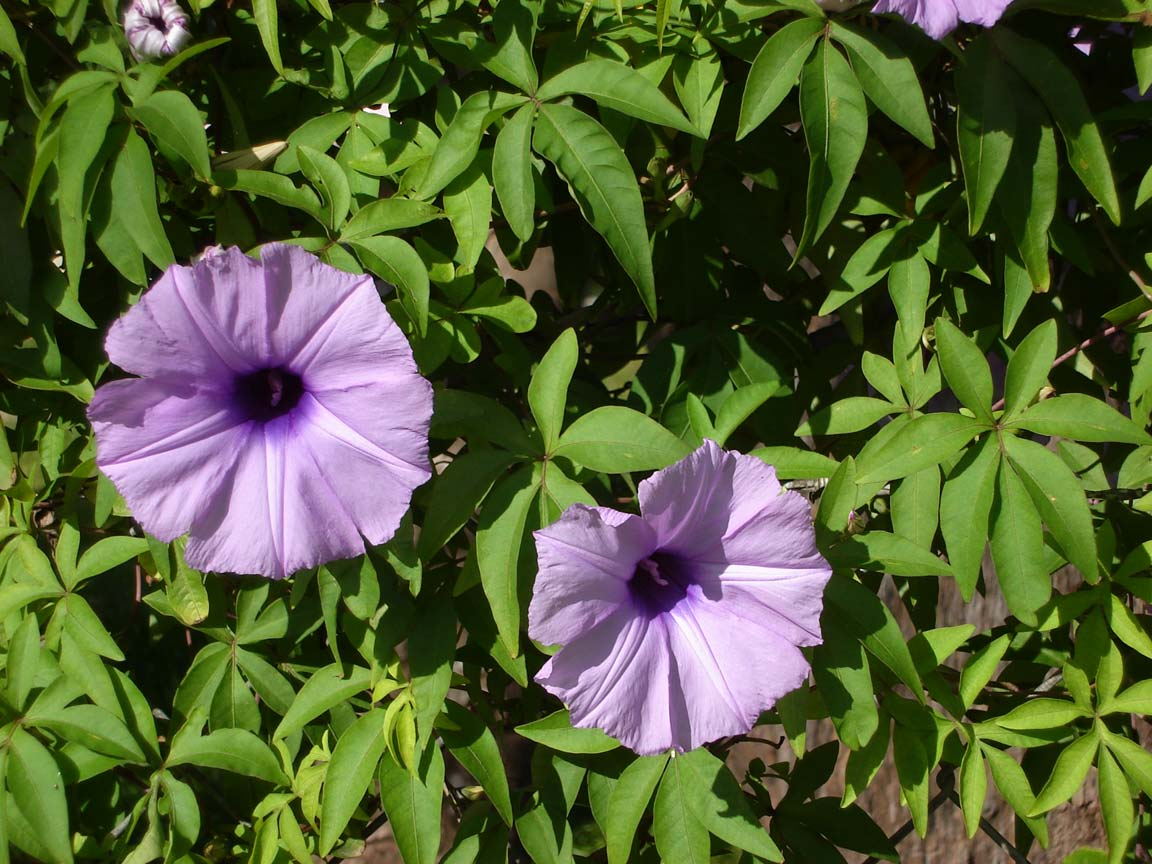
Ipomoea cairica

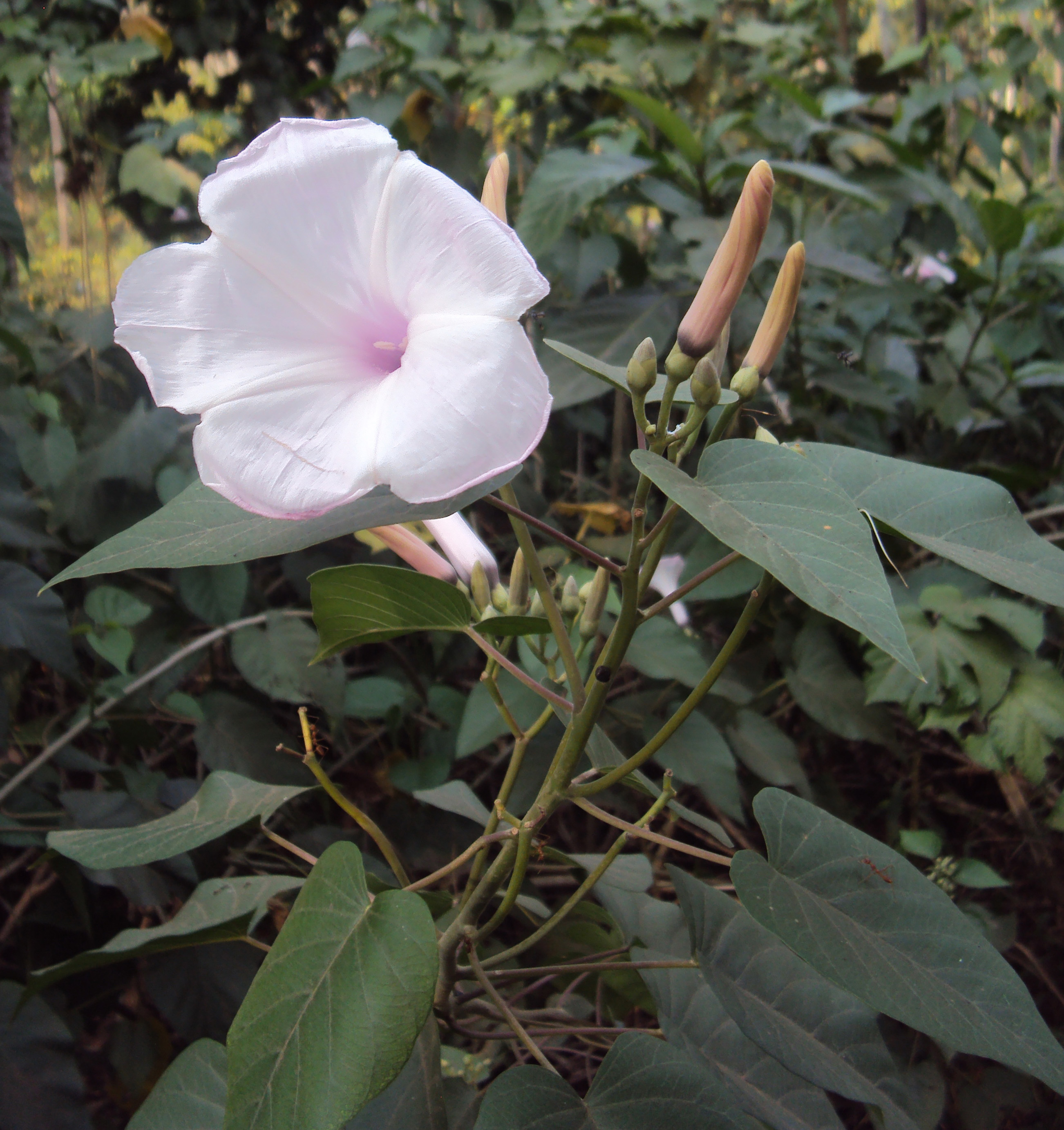
Ipomoea carnea

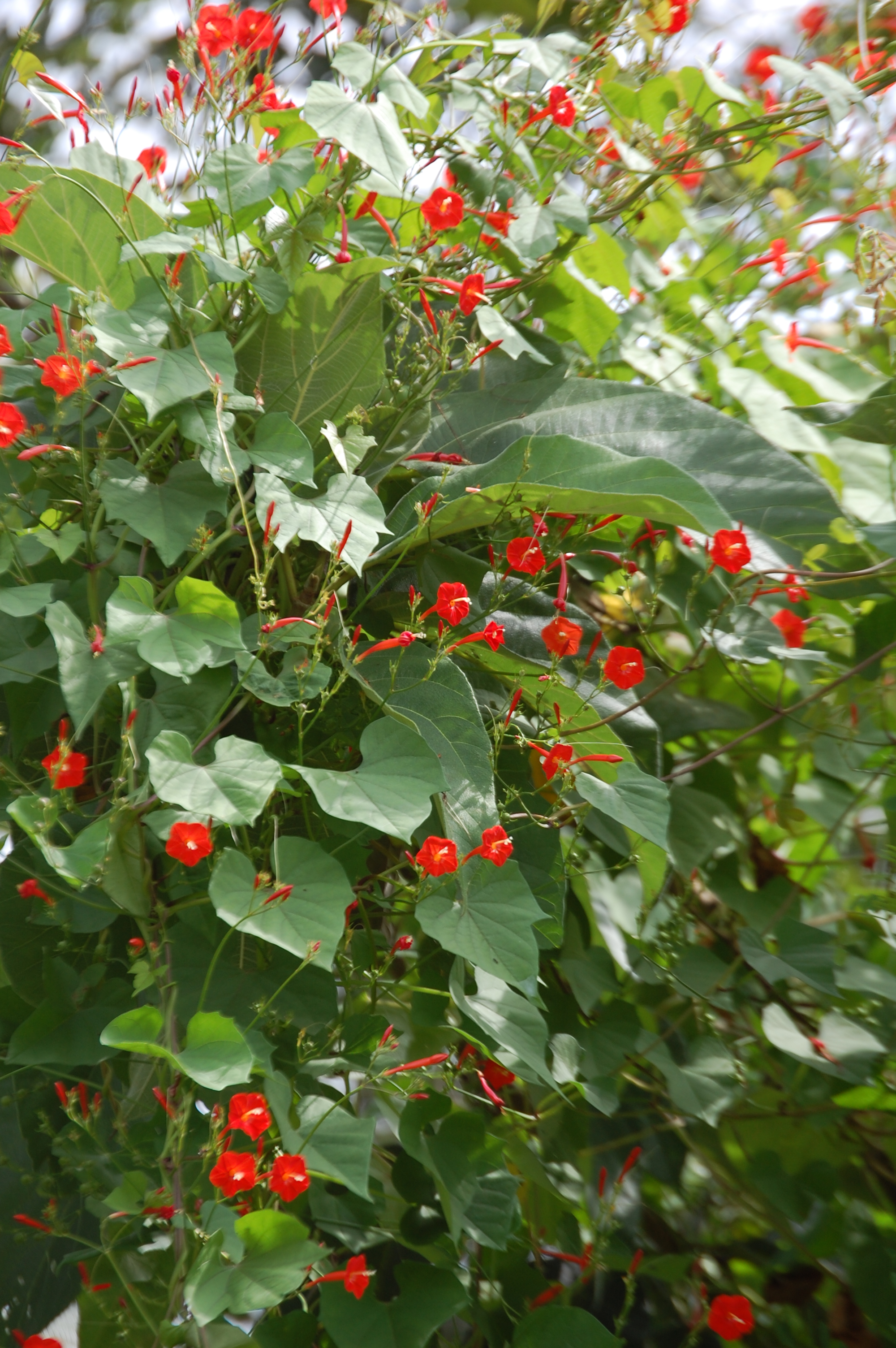
Ipomoea hederifolia

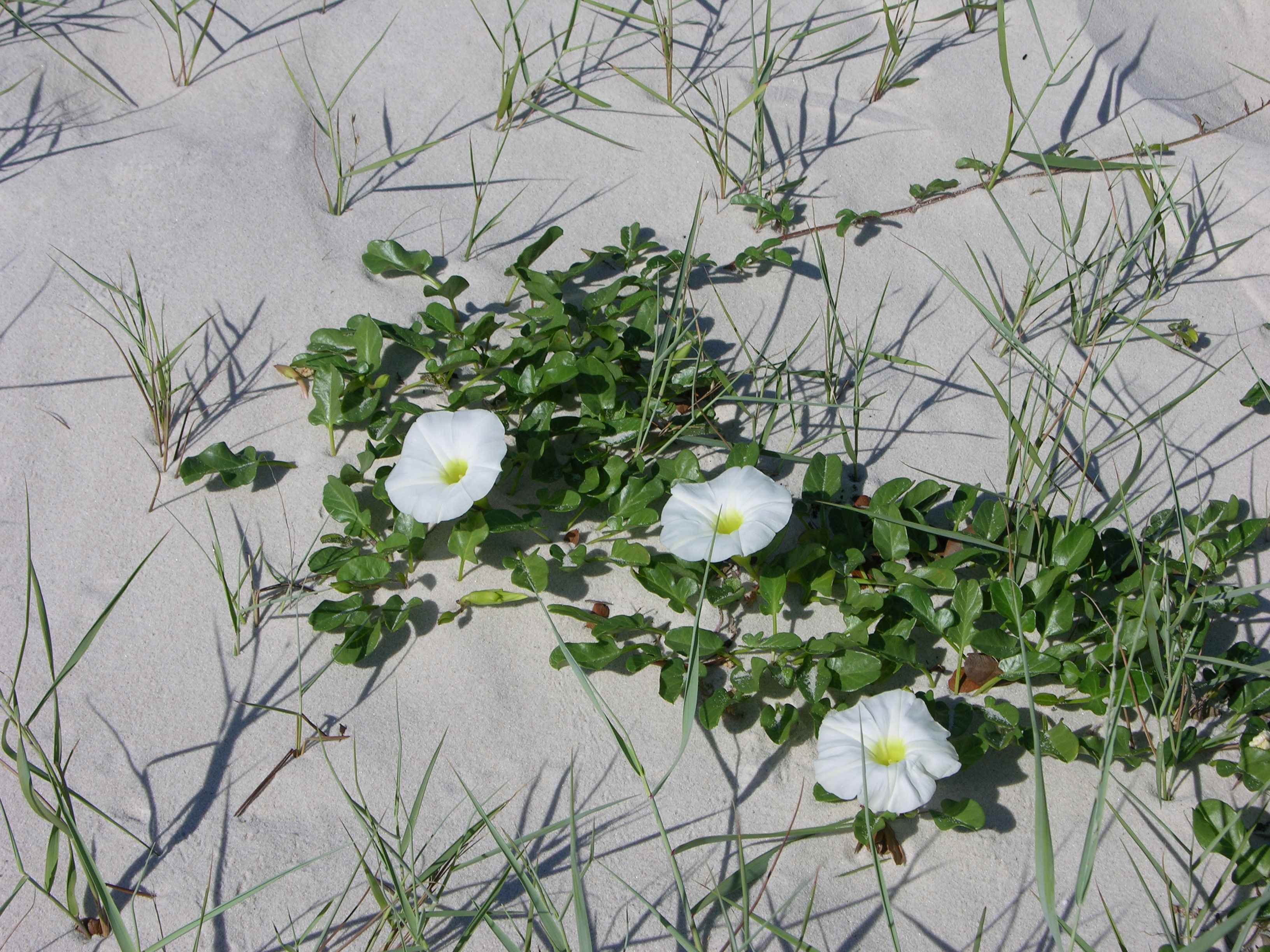
Ipomoea imperati

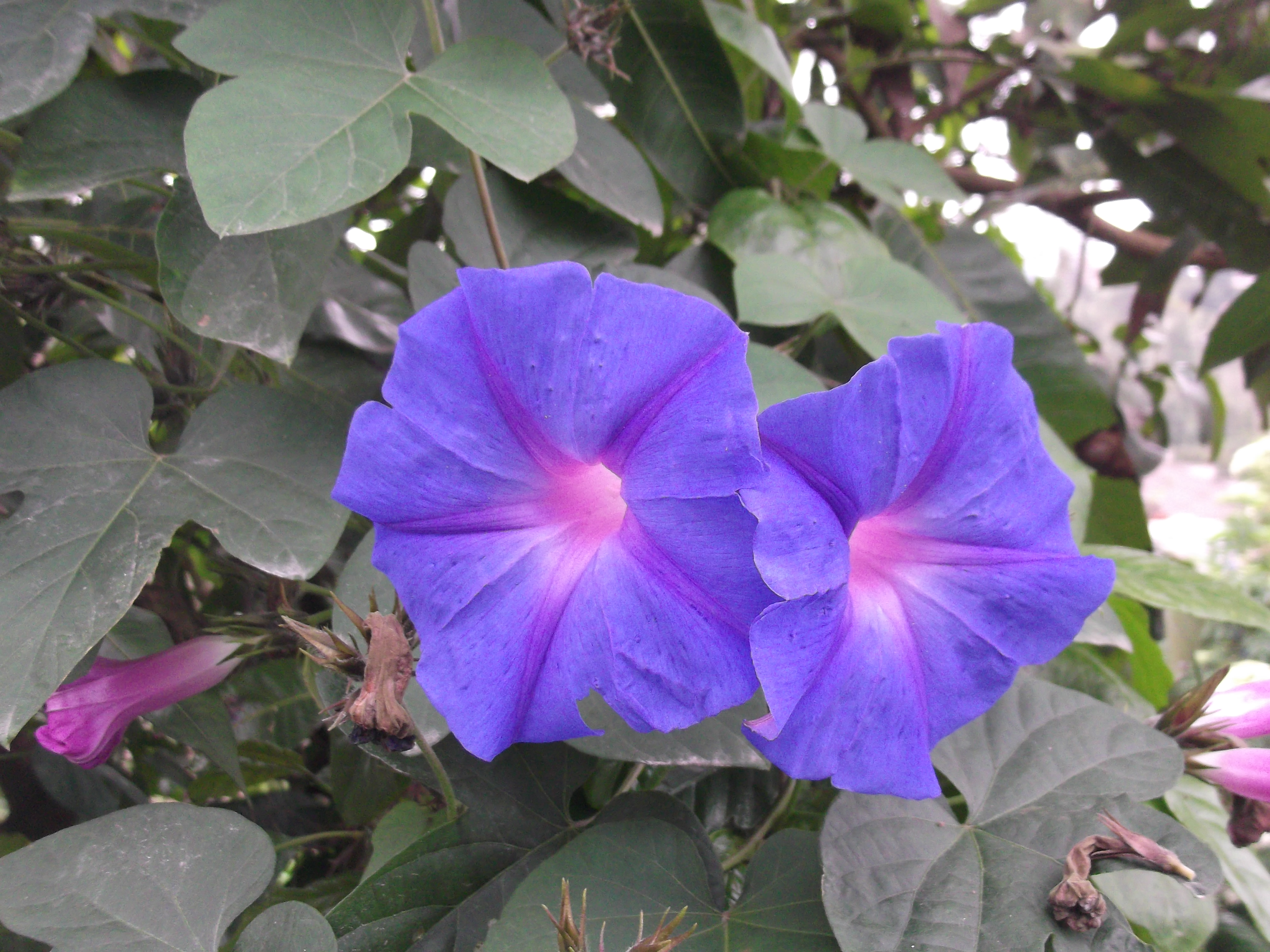
Ipomoea indica

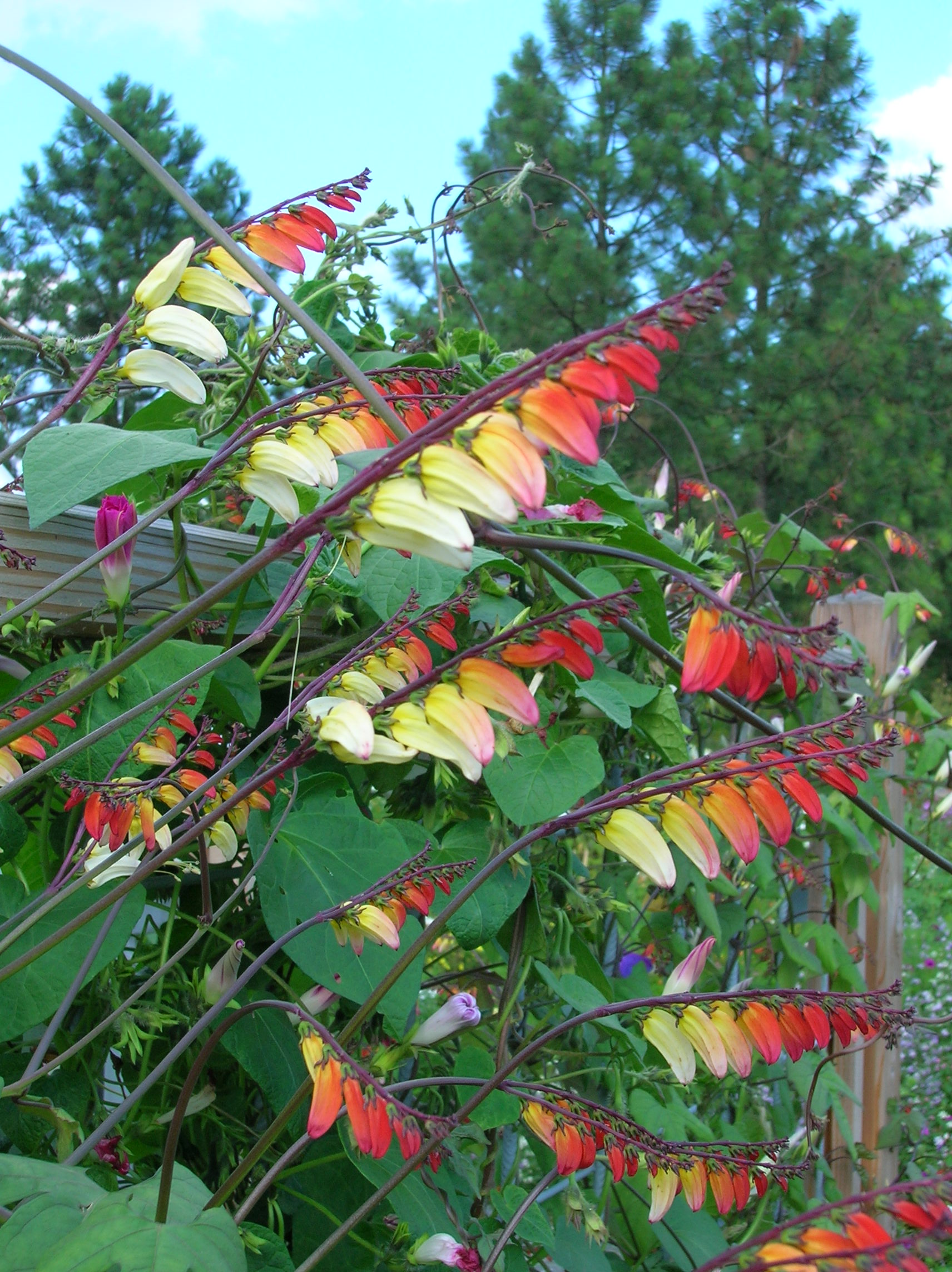
Ipomoea lobata

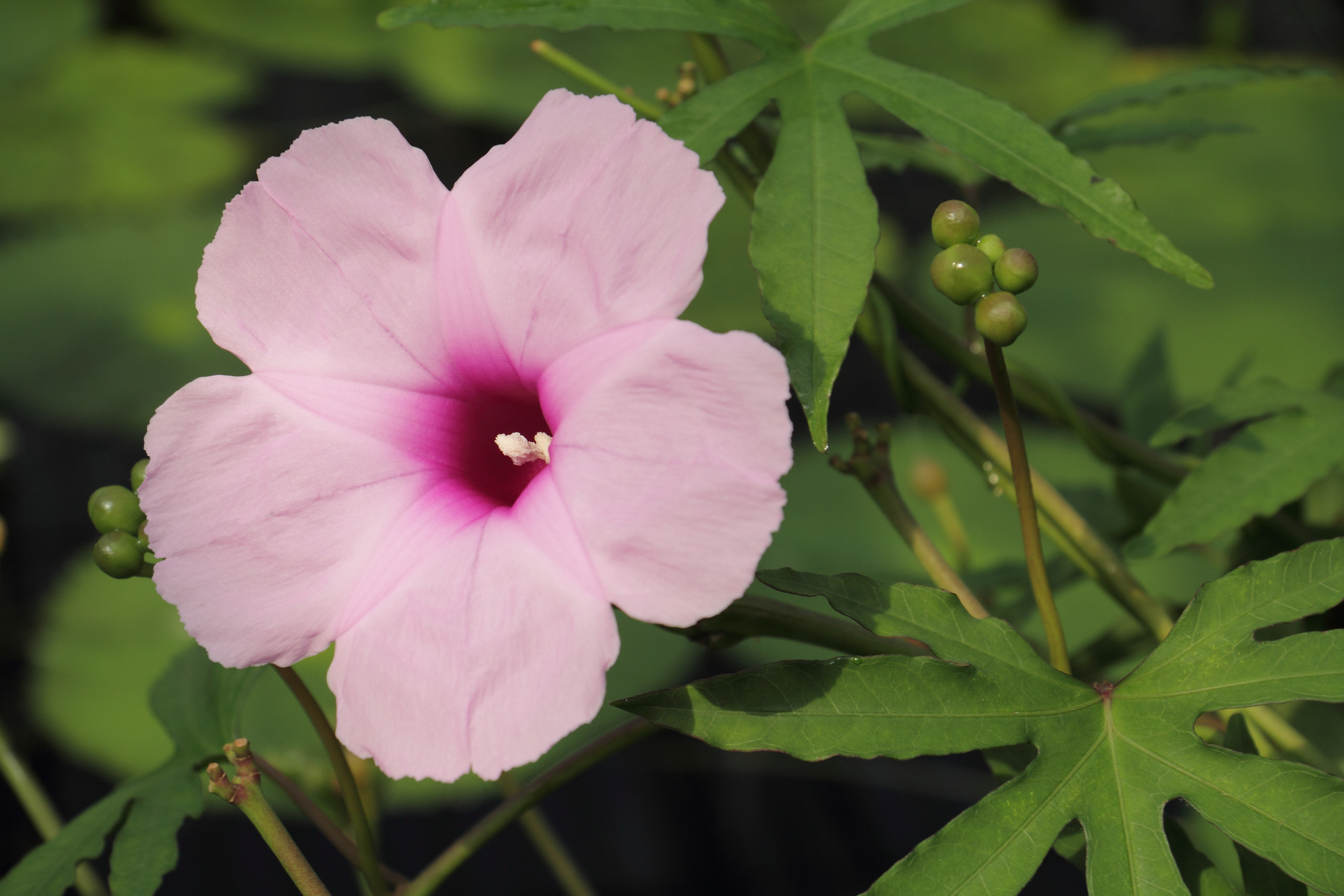
Ipomoea mauritiana

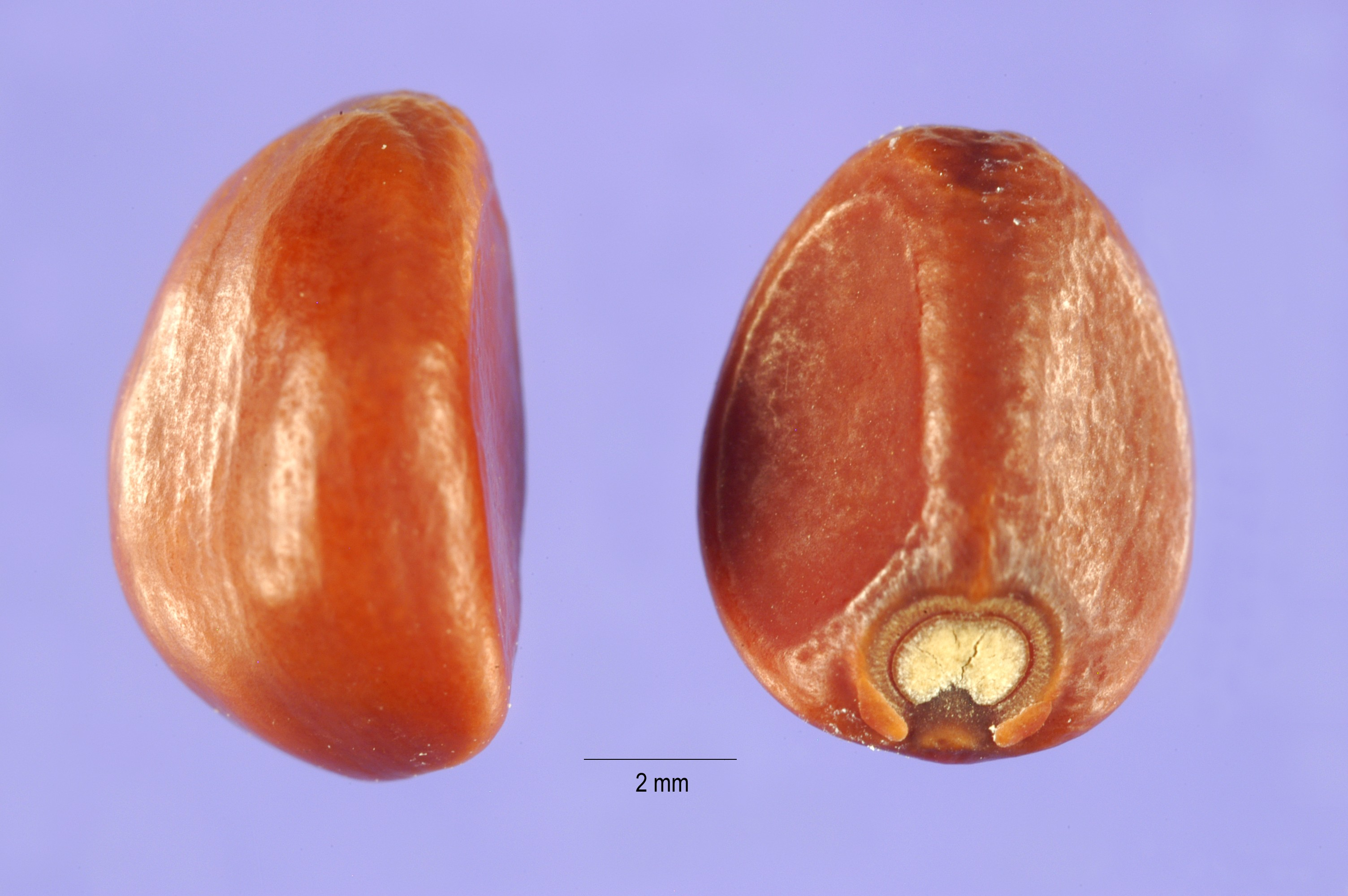
Nasiono Ipomoea muricata

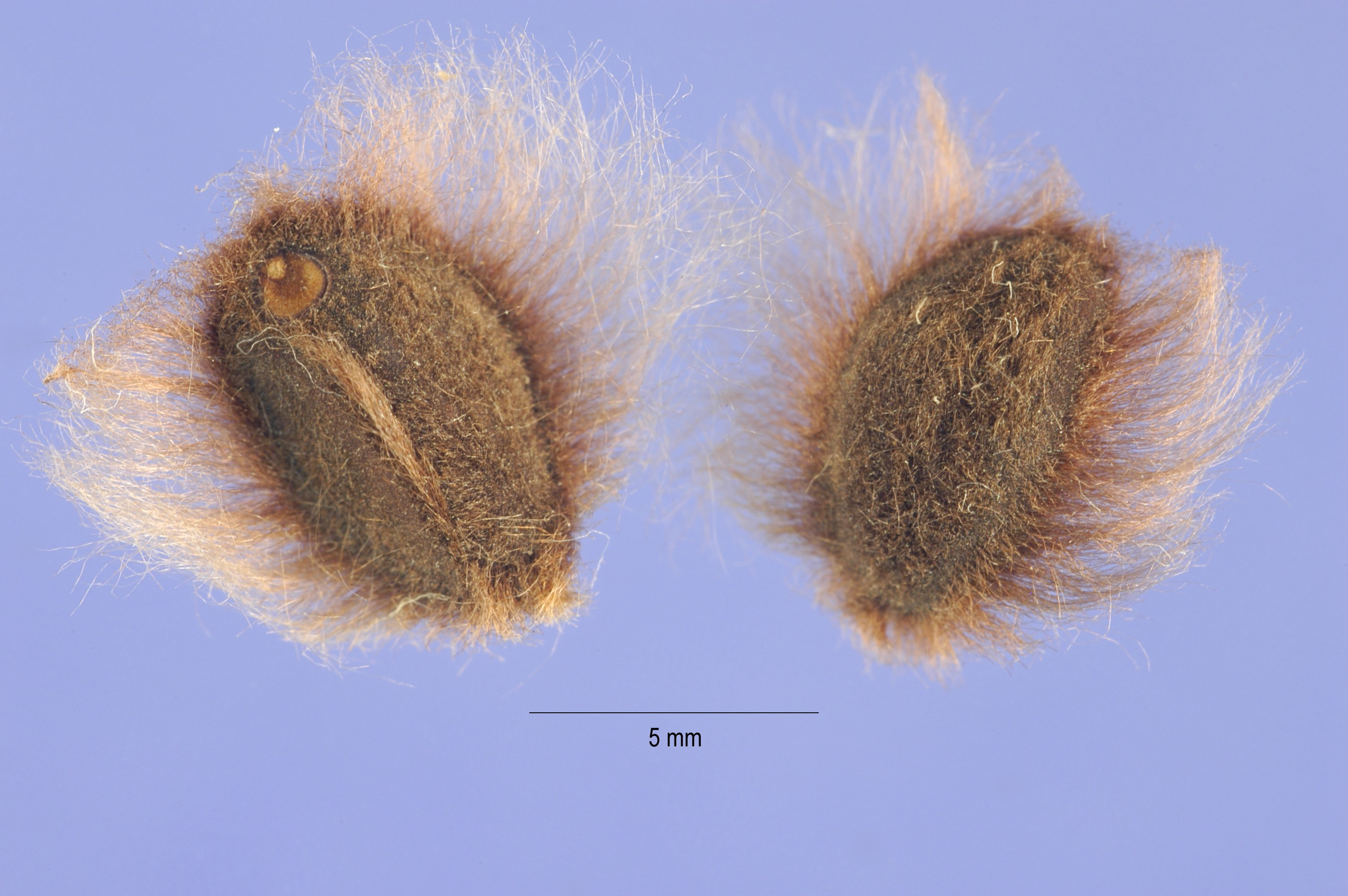
Nasiono Ipomoea pandurata

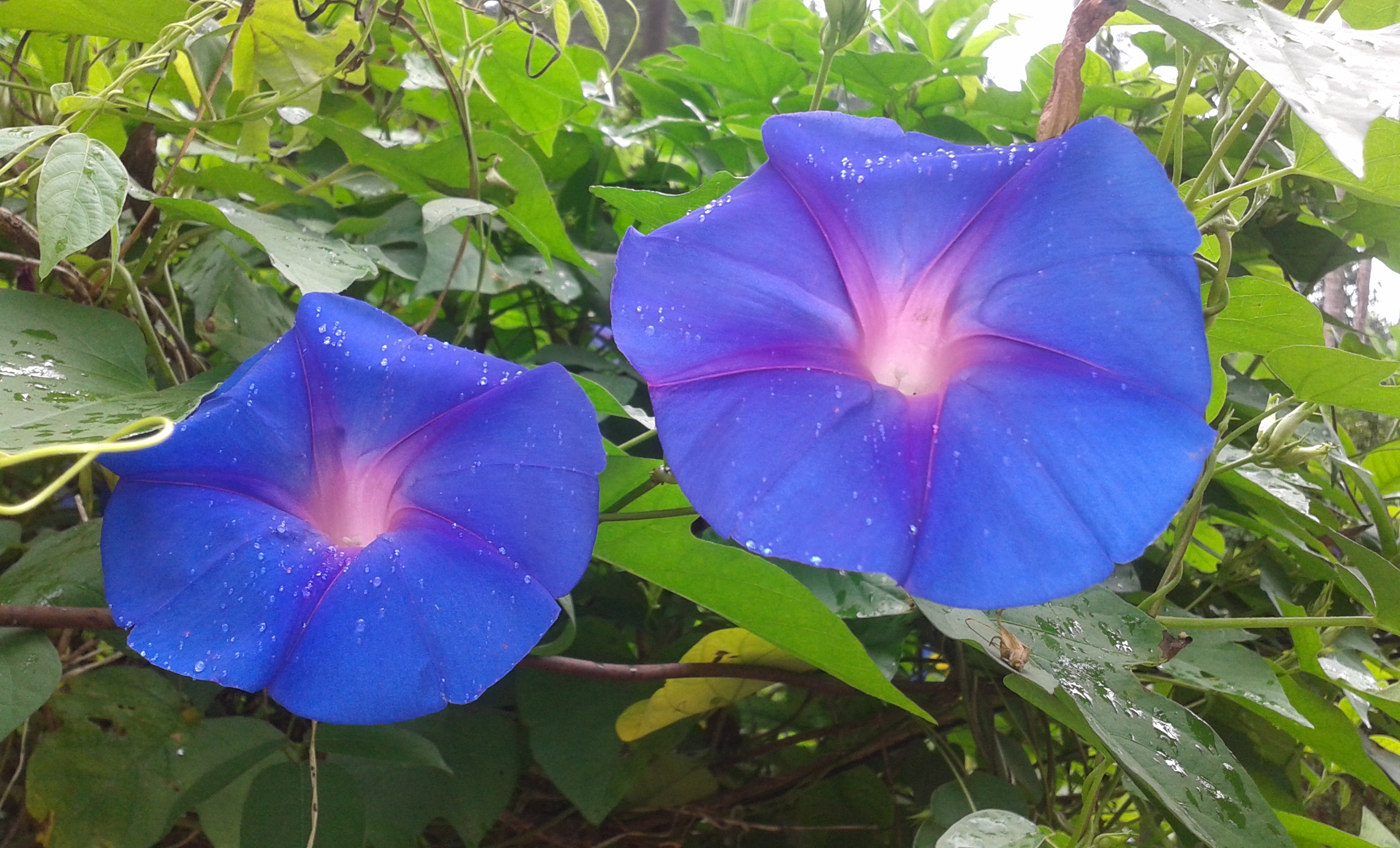
Ipomoea nil

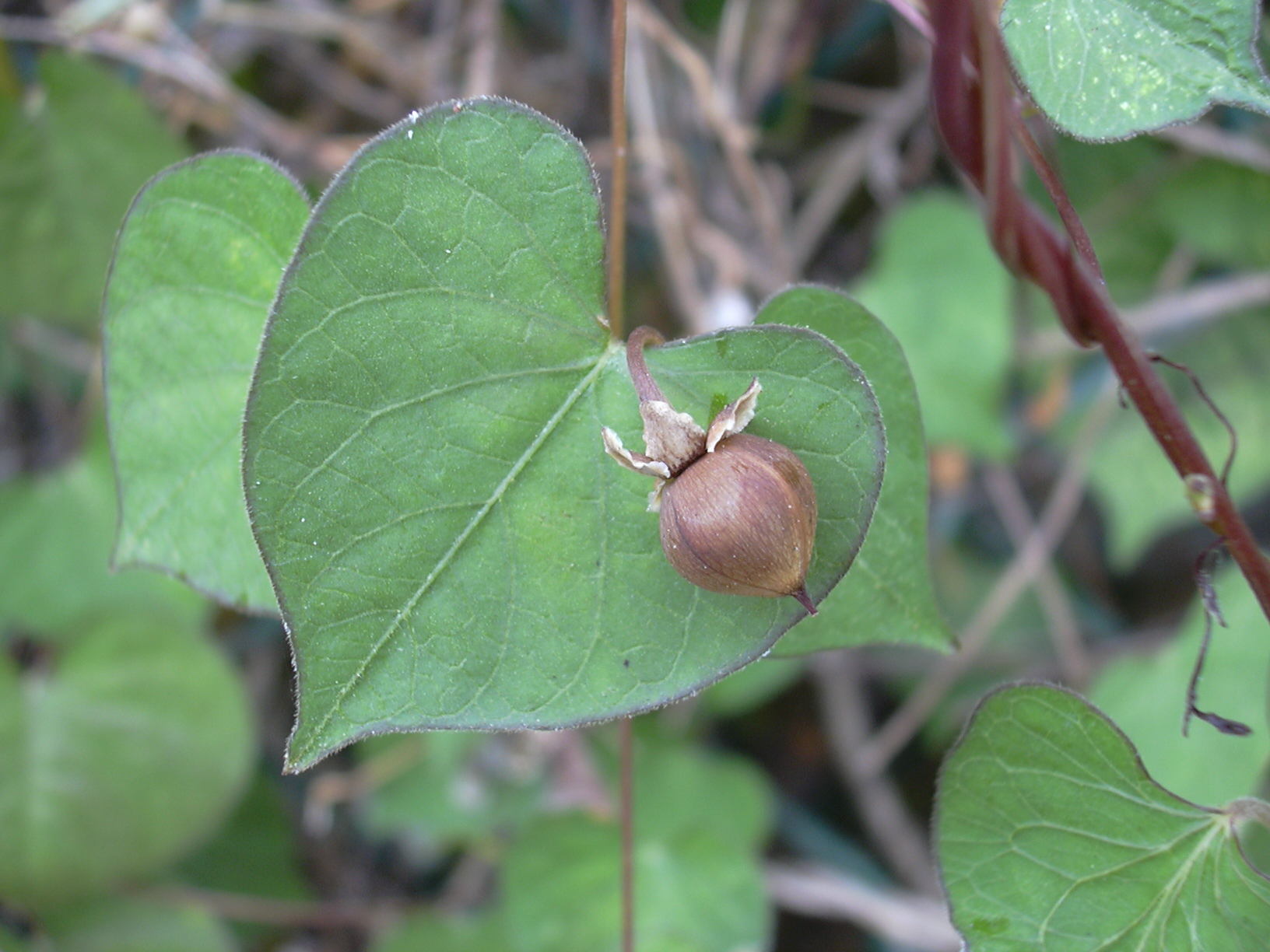
Owoc i liść Ipomoea obscura

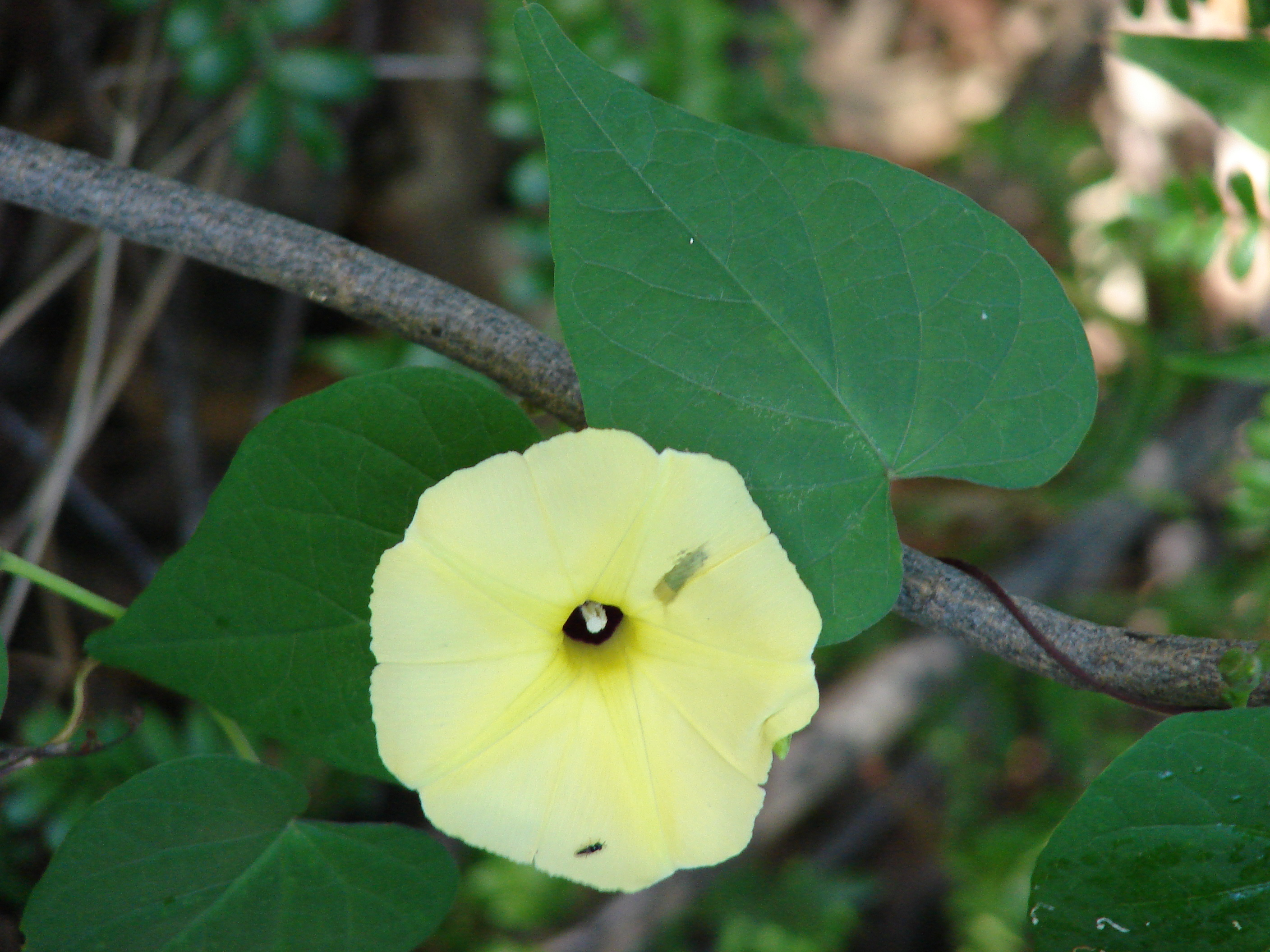
Ipomoea ochracea

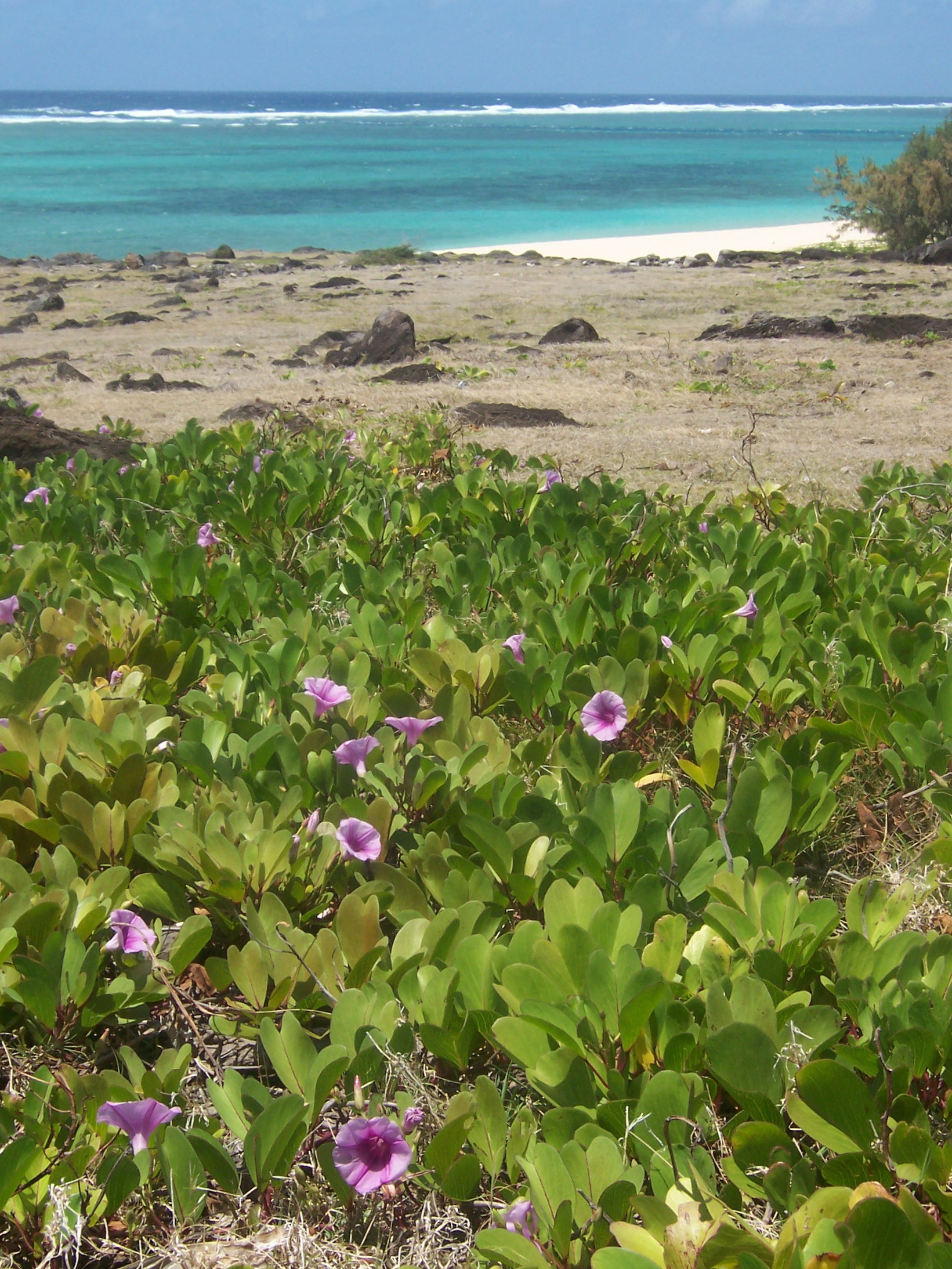
Wilec nadbrzeżny

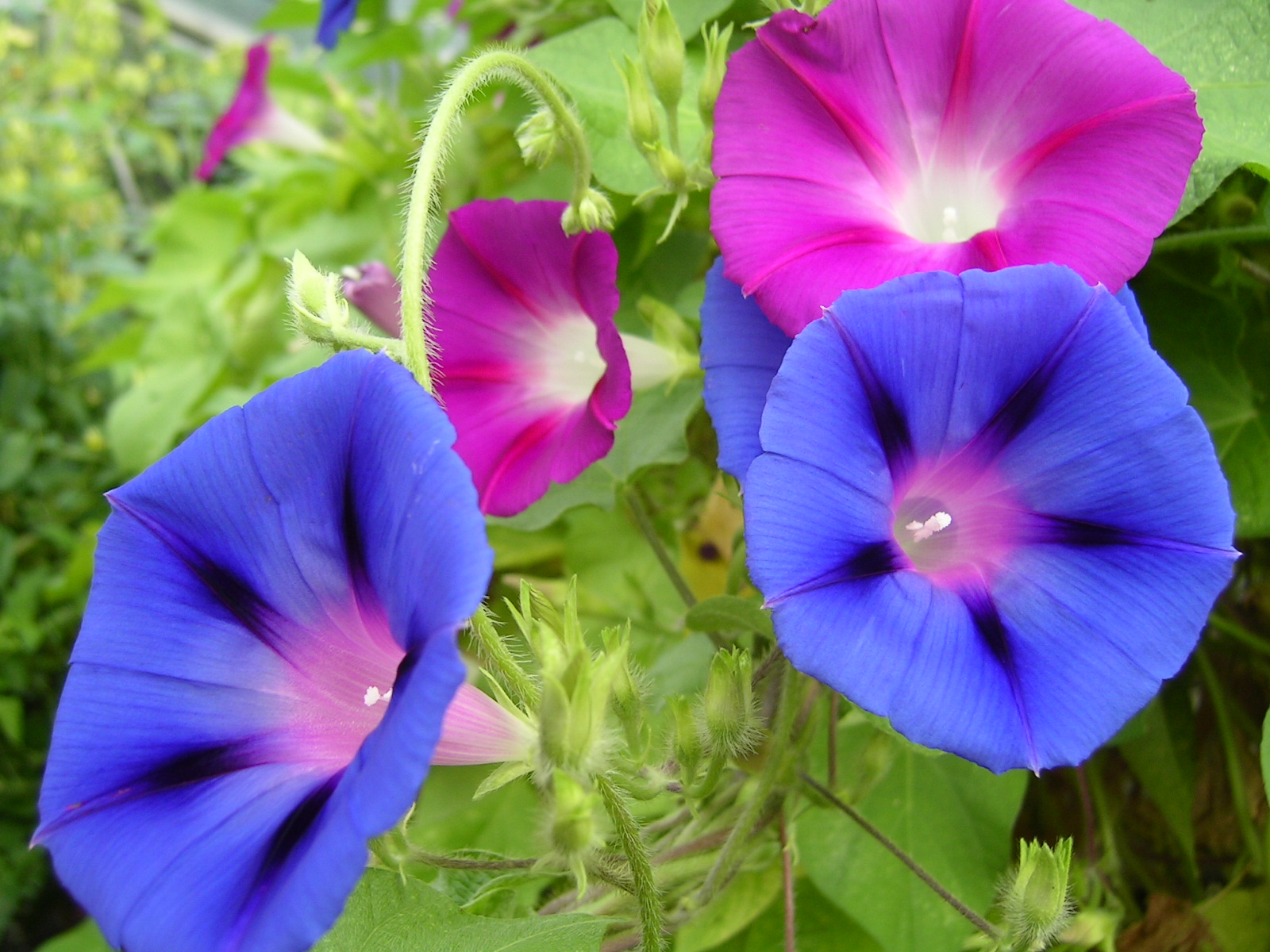
Wilec purpurowy

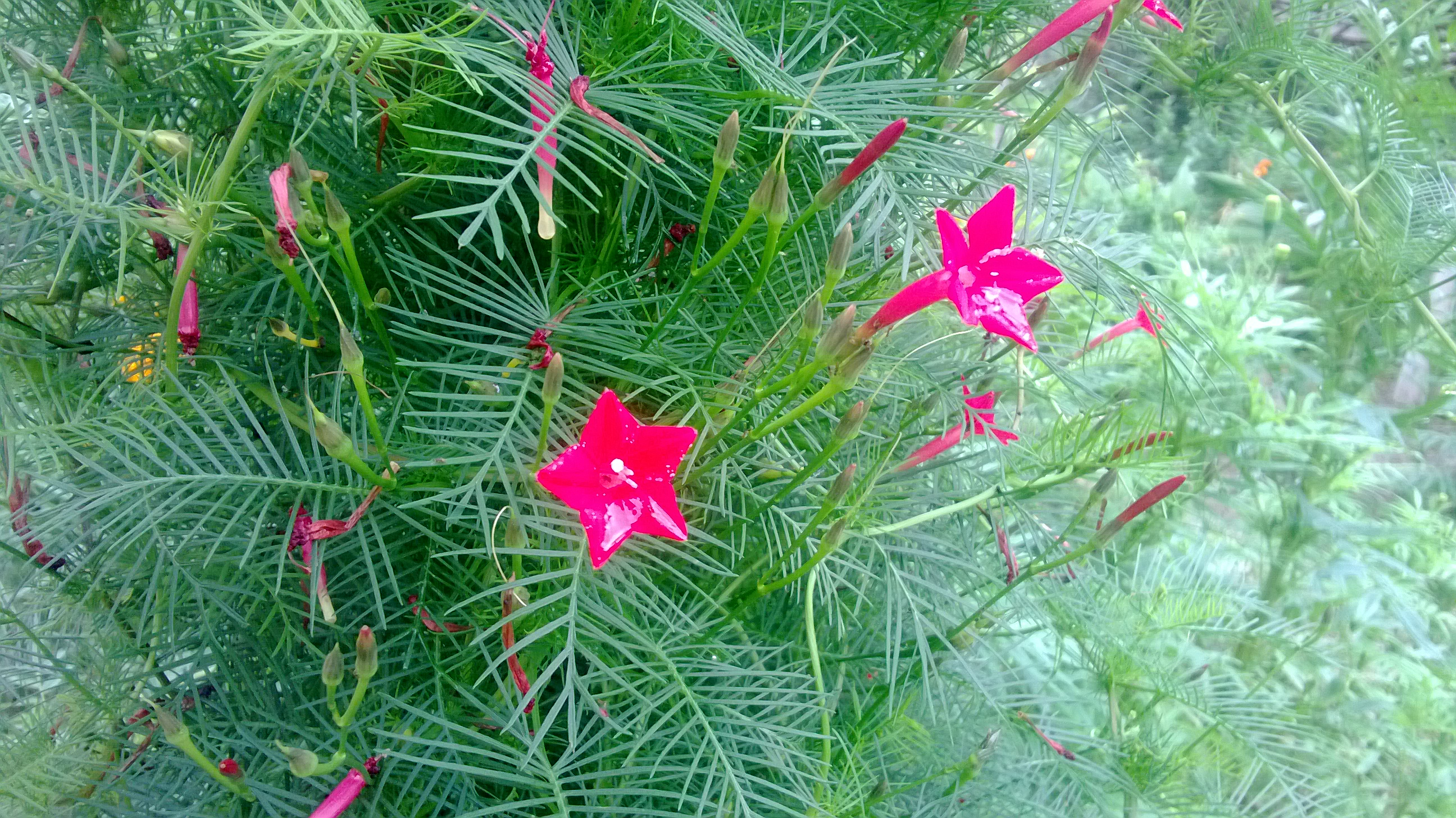
Ipomoea quamoclit

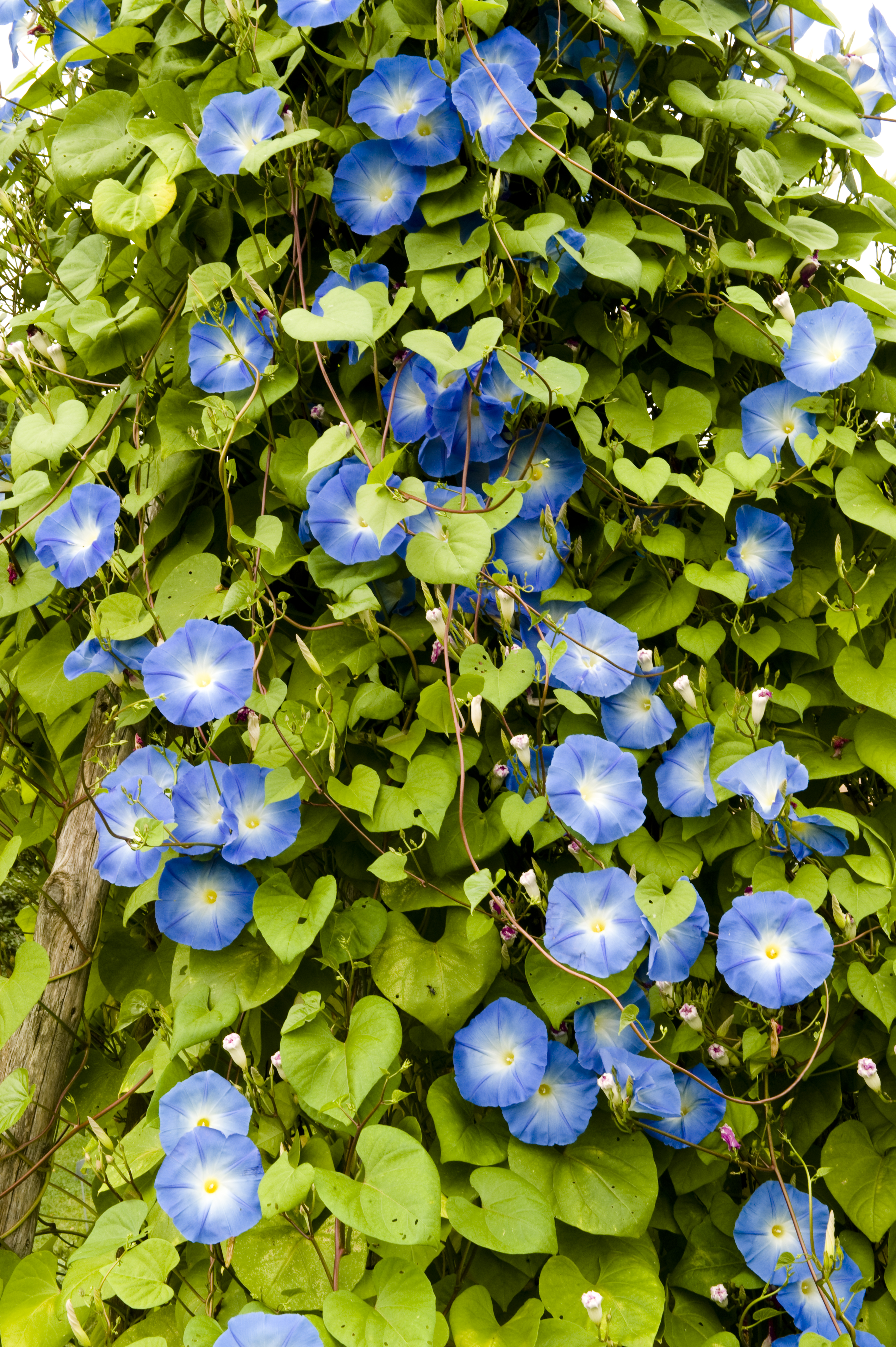
Ipomoea tricolor

- Ipomoea abyssinica (Choisy) Hochst.
- Ipomoea acanthocarpa (Choisy) Hochst. ex Schweinf. & Asch.
- Ipomoea aculeata Blume
- Ipomoea acutisepala O'Donell
- Ipomoea adenioides Schinz
- Ipomoea aemilii (O'Donell) J.R.I.Wood & R.Degen
- Ipomoea aequiloba J.R.I.Wood & Scotland
- Ipomoea aitonii Lindl.
- Ipomoea alba L.
- Ipomoea albivenia (Lindl.) Sweet
- Ipomoea alexandrae D.F.Austin
- Ipomoea alterniflora Griseb.
- Ipomoea altoamazonica J.R.I.Wood & Scotland
- Ipomoea altoparanaensis O'Donell
- Ipomoea amazonica (D.F.Austin & Staples) J.R.I.Wood & Scotland
- Ipomoea amnicola Morong
- Ipomoea ampullacea Fernald
- Ipomoea ana-mariae L.V.Vasconc. & Sim.-Bianch.
- Ipomoea ancisa House
- Ipomoea androyensis Deroin
- Ipomoea anemophoba Chiov.
- Ipomoea angustissima J.R.I.Wood & Scotland
- Ipomoea anisomeres B.L.Rob. & Bartlett
- Ipomoea antonschmidii R.W.Johnson
- Ipomoea apodiensis J.R.I.Wood & Scotland
- Ipomoea appendiculata J.R.I.Wood & Scotland
- Ipomoea aprica House
- Ipomoea aquatica Forssk. – wilec wodny
- Ipomoea arborescens (Humb. & Bonpl. ex Willd.) G.Don
- Ipomoea ardissima A.Chev.
- Ipomoea arenicola Rendle & Britten
- Ipomoea argentaurata Hallier f.
- Ipomoea argentea Meisn.
- Ipomoea argentifolia A.Rich.
- Ipomoea argentinica Peter
- Ipomoea argillicola R.W.Johnson
- Ipomoea argyreia (Mart. ex Choisy) Meisn.
- Ipomoea argyrophylla Vatke
- Ipomoea aristolochiifolia G.Don
- Ipomoea asarifolia (Desr.) Roem. & Schult.
- Ipomoea asclepiadea Hallier f.
- Ipomoea aspera (Choisy) Vatke
- Ipomoea asplundii O'Donell
- Ipomoea asterophora Ooststr.
- Ipomoea atacorensis A.Chev.
- Ipomoea attenuata J.R.I.Wood & Scotland
- Ipomoea aurantiaca L.O.Williams
- Ipomoea aurifolia Dammer
- Ipomoea australis (O'Donell) J.R.I.Wood & P.Muñoz
- Ipomoea austrobrasiliensis J.R.I.Wood & Scotland
- Ipomoea bahiensis Willd.
- Ipomoea bakeri Britten
- Ipomoea balioclada Urb.
- Ipomoea bampsiana Lejoly & Lisowski
- Ipomoea barbatisepala A.Gray
- Ipomoea barlerioides (Choisy) Benth. ex C.B.Clarke
- Ipomoea barteri Baker
- Ipomoea batatas (L.) Lam. – wilec ziemniaczany
- Ipomoea batatoides Choisy
- Ipomoea bathycolpos Hallier f.
- Ipomoea beninensis Akoègn., Lisowski & Sinsin
- Ipomoea bernoulliana Peter
- Ipomoea biflora (L.) Pers.
- Ipomoea bisavium A.Meeuse
- Ipomoea blanchetii Choisy
- Ipomoea blepharophylla Hallier f.
- Ipomoea bolusiana Schinz
- Ipomoea bombycina (Choisy) Benth. & Hook.f. ex Hemsl.
- Ipomoea bonariensis Hook.
- Ipomoea bracteata Cav.
- Ipomoea bracteolata R.W.Johnson
- Ipomoea brasiliana (Mart. ex Choisy) Meisn.
- Ipomoea brassii C.T.White
- Ipomoea bullata Oliv.
- Ipomoea burchellii Meisn.
- Ipomoea cairica (L.) Sweet
- Ipomoea calcicola J.R.I.Wood & Scotland
- Ipomoea calobra F.Muell.
- Ipomoea caloneura Meisn.
- Ipomoea calophylla C.Wright ex Griseb.
- Ipomoea calyptrata Dammer
- Ipomoea cambodiensis Gagnep. & Courchet
- Ipomoea campanulata L.
- Ipomoea campestris Meisn.
- Ipomoea capillacea (Kunth) G.Don
- Ipomoea capitellata Choisy
- Ipomoea cardenasiana O'Donell
- Ipomoea cardiophylla A.Gray
- Ipomoea carnea Jacq.
- Ipomoea carolina L.
- Ipomoea caudata Fernald
- Ipomoea cavalcantei D.F.Austin
- Ipomoea cearensis O'Donell
- Ipomoea cerradoensis J.R.I.Wood & Scotland
- Ipomoea chamelana J.A.McDonald
- Ipomoea chapadensis J.R.I.Wood & L.V.Vasconc.
- Ipomoea cheirophylla O'Donell
- Ipomoea chenopodiifolia (M.Martens & Galeotti) Hemsl.
- Ipomoea chilopsidis Standl.
- Ipomoea chiquitensis J.R.I.Wood & Scotland
- Ipomoea chiriquensis Standl.
- Ipomoea chloroneura Hallier f.
- Ipomoea chodatiana O'Donell
- Ipomoea cholulensis Kunth
- Ipomoea chondrosepala Hallier f.
- Ipomoea chrysocalyx D.F.Austin
- Ipomoea chrysochaetia Hallier f.
- Ipomoea chrysosperma Hallier f.
- Ipomoea cicatricosa Baker
- Ipomoea ciervensis House
- Ipomoea citrina Hallier f.
- Ipomoea clarensis Alain
- Ipomoea clausa Rudolph ex Ledeb.
- Ipomoea clavata (G.Don) Ooststr. ex J.F.Macbr.
- Ipomoea coccinea L. – wilec szkarłatny
- Ipomoea colombiana O'Donell
- Ipomoea concolora (Matuda) D.F.Austin
- Ipomoea connata J.R.I.Wood & L.V.Vasconc.
- Ipomoea consimilis Schulze-Menz
- Ipomoea convolvulifolia Hallier f.
- Ipomoea conzattii Greenm.
- Ipomoea coptica (L.) Roth
- Ipomoea cordatotriloba Dennst.
- Ipomoea cordillerae J.R.I.Wood & Scotland
- Ipomoea cordofana Choisy
- Ipomoea coriacea Choisy
- Ipomoea corrugata Thulin
- Ipomoea corymbosa (L.) Roth
- Ipomoea coscinosperma Hochst. ex Choisy
- Ipomoea costata F.Muell. ex Benth.
- Ipomoea costellata Torr.
- Ipomoea crassipes Hook.
- Ipomoea crepidiformis Hallier f.
- Ipomoea crinicalyx S.Moore
- Ipomoea crispa (Thunb.) Hallier f.
- Ipomoea cristulata Hallier f.
- Ipomoea cryptica J.R.I.Wood & Scotland
- Ipomoea cubensis (House) Urb.
- Ipomoea cuneifolia Meisn.
- Ipomoea cuprinacoma E.Carranza & J.A.McDonald
- Ipomoea curtipes Rendle
- Ipomoea cuscoensis J.R.I.Wood & P.Muñoz
- Ipomoea cynanchifolia Meisn.
- Ipomoea darainensis Deroin, Ranir. & Nusb.
- Ipomoea dasycarpa J.R.I.Wood & Scotland
- Ipomoea daturiflora Meisn.
- Ipomoea decaisnei Ooststr.
- Ipomoea decasperma Hallier f.
- Ipomoea decemcornuta O'Donell
- Ipomoea decipiens Dammer
- Ipomoea delphinioides Choisy
- Ipomoea delpierrei De Wild.
- Ipomoea deminuta J.R.I.Wood & Scotland
- Ipomoea densibracteata O'Donell
- Ipomoea densivestita R.W.Johnson
- Ipomoea descolei O'Donell
- Ipomoea desmophylla Bojer ex Choisy
- Ipomoea desrousseauxii Steud.
- Ipomoea diamantinensis J.M.Black ex Eardley
- Ipomoea diantha Roem. & Schult.
- Ipomoea diegoae M.C.Lara
- Ipomoea digitata L.
- Ipomoea discoidea Gonz.-Martínez & J.Jiménez Ram.
- Ipomoea discolor (Kunth) G.Don
- Ipomoea diversifolia R.Br.
- Ipomoea dolichopoda J.R.I.Wood & Scotland
- Ipomoea donaldsonii Rendle
- Ipomoea dubia Roem. & Schult.
- Ipomoea dumetorum Willd.
- Ipomoea dumosa (Benth.) L.O.Williams
- Ipomoea dunlopii R.W.Johnson
- Ipomoea durangensis House
- Ipomoea duvigneaudii Lejoly & Lisowski
- Ipomoea echinocalyx Meisn.
- Ipomoea edithae Gage
- Ipomoea edwardsensis (O'Kennon & G.L.Nesom) O'Kennon
- Ipomoea eggersiana Peter
- Ipomoea electrina D.F.Austin & J.A.McDonald
- Ipomoea elongata Choisy
- Ipomoea elythrocephala Hallier f.
- Ipomoea emeiensis Z.Y.Zhu
- Ipomoea ensiformis J.R.I.Wood & Scotland
- Ipomoea ephemera Verdc.
- Ipomoea eremnobrocha D.F.Austin
- Ipomoea eriocalyx (Mart. ex Choisy) Meisn.
- Ipomoea eriocarpa R.Br.
- Ipomoea erioleuca Hallier f.
- Ipomoea erosa Urb.
- Ipomoea estrellensis Hassl. ex O'Donell
- Ipomoea eurysepala Hallier f.
- Ipomoea eximia House
- Ipomoea expansa A.McDonald
- Ipomoea exserta J.R.I.Wood & Scotland
- Ipomoea falkioides Griseb.
- Ipomoea fanshawei Verdc.
- Ipomoea fasciculata J.R.I.Wood & Scotland
- Ipomoea ficifolia Lindl.
- Ipomoea fiebrigii Hassl. ex O'Donell
- Ipomoea fimbriosepala Choisy
- Ipomoea fissifolia (McPherson) Eckenw.
- Ipomoea flavivillosa Schulze-Menz
- Ipomoea franciscana Choisy
- Ipomoea fuchsioides Griseb.
- Ipomoea fulvicaulis (Hochst. ex Choisy) Boiss. ex Hallier f.
- Ipomoea funicularis R.W.Johnson
- Ipomoea funis Cham. & Schltdl.
- Ipomoea furcyensis Urb.
- Ipomoea galactorrhoea Hallier f.
- Ipomoea galhareriana Thulin
- Ipomoea garckeana Vatke
- Ipomoea geophilifolia K.Afzel.
- Ipomoea gesnerioides J.A.McDonald
- Ipomoea gigantea (Silva Manso) Choisy
- Ipomoea gilana K.Keith & J.A.McDonald
- Ipomoea gloverae J.A.McDonald
- Ipomoea goyazensis Gardner
- Ipomoea gracilis R.Br.
- Ipomoea gracilisepala Rendle
- Ipomoea graminea R.Br.
- Ipomoea graminifolia J.R.I.Wood & Scotland
- Ipomoea grandifolia (Dammer) O'Donell
- Ipomoea graniticola J.R.I.Wood & Scotland
- Ipomoea grantii Oliv.
- Ipomoea granulosa Chodat & Hassl.
- Ipomoea guaranitica Chodat & Hassl.
- Ipomoea gypsophila J.R.I.Wood & Scotland
- Ipomoea habeliana Oliv.
- Ipomoea hackeliana (Schinz) Hallier f.
- Ipomoea haenkeana Choisy
- Ipomoea harlingii D.F.Austin
- Ipomoea harmandii Gagnep.
- Ipomoea hartmannii Vatke & Rensch
- Ipomoea hartwegii Benth.
- Ipomoea hastifolia Domin
- Ipomoea hastigera Kunth
- Ipomoea hederacea Jacq. – wilec bluszczowaty
- Ipomoea hederifolia L. – wilec bluszczolistny
- Ipomoea heptaphylla Sweet
- Ipomoea herpeana Deroin
- Ipomoea heterodoxa Standl. & Steyerm.
- Ipomoea heterosepala Baker
- Ipomoea heterotricha Didr.
- Ipomoea hieronymi (Kuntze) O'Donell
- Ipomoea hildebrandtii Vatke
- Ipomoea hiranensis Thulin
- Ipomoea hirsutissima Gardner
- Ipomoea hirtifolia R.C.Fang & S.H.Huang
- Ipomoea hochstetteri House
- Ipomoea holubii Baker
- Ipomoea homotrichoidea O'Donell
- Ipomoea horsfalliae Hook.
- Ipomoea huayllae J.R.I.Wood & Scotland
- Ipomoea humidicola Verdc.
- Ipomoea hypargyrea Griseb.
- Ipomoea ignava House
- Ipomoea imperati (Vahl) Griseb.
- Ipomoea inaccessa J.R.I.Wood & Scotland
- Ipomoea incarnata (Vahl) Choisy
- Ipomoea incerta (Britton) Urb.
- Ipomoea indica (Burm.) Merr.
- Ipomoea indivisa (Vell.) Hallier f.
- Ipomoea inopinata (Heine) J.R.I.Wood & Scotland
- Ipomoea intrapilosa Rose
- Ipomoea invicta House
- Ipomoea involucrata P.Beauv.
- Ipomoea irwiniae Verdc.
- Ipomoea isthmica J.R.I.Wood & Buril
- Ipomoea itapuaensis J.R.I.Wood & R.Degen
- Ipomoea jacalana Matuda
- Ipomoea jaegeri Pilg.
- Ipomoea jalapa (L.) Pursh
- Ipomoea jalapoides Griseb.
- Ipomoea jamaicensis G.Don
- Ipomoea jicama Brandegee
- Ipomoea johnsoniana R.L.Barrett
- Ipomoea jucunda Thwaites
- Ipomoea jujuyensis O'Donell
- Ipomoea juliagutierreziae J.R.I.Wood & Scotland
- Ipomoea kahloae Gonz.-Martínez, Lozada-Pérez & Rios-Carr.
- Ipomoea kalumburu R.W.Johnson
- Ipomoea kassneri Rendle
- Ipomoea keraudreniae Deroin
- Ipomoea killipiana O'Donell
- Ipomoea kilwaensis Pilg.
- Ipomoea kituiensis Vatke
- Ipomoea kotschyana Hochst. ex Choisy
- Ipomoea kraholandica J.R.I.Wood & Scotland
- Ipomoea kruseana Matuda
- Ipomoea lachnaea Spreng.
- Ipomoea lactifera J.R.I.Wood & Scotland
- Ipomoea lacunosa L.
- Ipomoea laeta A.Gray
- Ipomoea lambii Fernald
- Ipomoea lanata E.A.Bruce
- Ipomoea langsdorffii Choisy
- Ipomoea lanifolia D.Santos & Buril
- Ipomoea lanuginosa O'Donell
- Ipomoea lapathifolia Hallier f.
- Ipomoea lapidosa Vatke
- Ipomoea lenis House
- Ipomoea leonensis B.L.Rob.
- Ipomoea lepidophora Lebrun & Taton
- Ipomoea leprieurii D.F.Austin
- Ipomoea leptophylla Torr.
- Ipomoea × leucantha Jacq.
- Ipomoea leucanthemum (Klotzsch) Hallier f.
- Ipomoea leucotricha Donn.Sm.
- Ipomoea lilloana O'Donell
- Ipomoea limosa R.W.Johnson
- Ipomoea lindenii M.Martens & Galeotti
- Ipomoea lindheimeri A.Gray
- Ipomoea lindmanii Urb.
- Ipomoea lineolata Urb.
- Ipomoea linosepala Hallier f.
- Ipomoea littoralis Blume
- Ipomoea lobata (Cerv.) Thell. – wilec klapowany
- Ipomoea lonchophylla J.M.Black
- Ipomoea longeramosa Choisy
- Ipomoea longibarbis J.R.I.Wood & Scotland
- Ipomoea longibracteolata Sim.-Bianch. & J.R.I.Wood
- Ipomoea longifolia Benth.
- Ipomoea longirostra J.R.I.Wood & Scotland
- Ipomoea longistaminea O'Donell
- Ipomoea longituba Hallier f.
- Ipomoea lottiae J.A.McDonald
- Ipomoea lozanii J.H.Painter
- Ipomoea lutea Hemsl.
- Ipomoea luteoviridis Ekman & Leonard
- Ipomoea macarenaensis J.R.I.Wood & Scotland
- Ipomoea macdonaldii E.Carranza
- Ipomoea macedoi Hoehne
- Ipomoea macrorhiza Michx.
- Ipomoea macrosepala Brenan
- Ipomoea macrosiphon Hallier f.
- Ipomoea madrensis S.Watson
- Ipomoea magna Sim.-Bianch. & J.R.I.Wood
- Ipomoea magniflora O'Donell
- Ipomoea magnifolia Rusby
- Ipomoea magnusiana Schinz
- Ipomoea mairetii Choisy
- Ipomoea malpighipila O'Donell
- Ipomoea malvaeoides Meisn.
- Ipomoea malvaviscoides Meisn.
- Ipomoea marabaensis D.F.Austin & Secco
- Ipomoea maranhensis D.Santos & Buril
- Ipomoea maranyonensis J.R.I.Wood & Scotland
- Ipomoea marcellia Meisn.
- Ipomoea marginisepala O'Donell
- Ipomoea marmorata Britten & Rendle
- Ipomoea mathewsiana Kuntze
- Ipomoea maurandioides Meisn.
- Ipomoea mauritiana Jacq.
- Ipomoea mcvaughii McPherson
- Ipomoea megalantha J.R.I.Wood & Scotland
- Ipomoea megapotamica Choisy
- Ipomoea melancholica J.R.I.Wood & Buril
- Ipomoea mendozae J.R.I.Wood & Scotland
- Ipomoea merremioides Alain
- Ipomoea meyeri (Spreng.) G.Don
- Ipomoea micrantha Hallier f.
- Ipomoea microcalyx Schulze-Menz
- Ipomoea microdactyla Griseb.
- Ipomoea microdonta J.R.I.Wood & Scotland
- Ipomoea microsepala Benth.
- Ipomoea milnei Verdc.
- Ipomoea minutiflora (M.Martens & Galeotti) House
- Ipomoea miquihuanensis J.A.McDonald
- Ipomoea mirabilis P.P.A.Ferreira & Sim.-Bianch.
- Ipomoea mirandina (Pittier) O'Donell
- Ipomoea mitchelliae Standl.
- Ipomoea mombassana Vatke
- Ipomoea montecristina Hadac
- Ipomoea morongii Britton
- Ipomoea mozambicensis J.R.I.Wood & Scotland
- Ipomoea mucronatoproducta J.R.I.Wood & Scotland
- Ipomoea mucronifolia J.R.I.Wood & Scotland
- Ipomoea muelleri Benth.
- Ipomoea muricata (L.) Jacq.
- Ipomoea murucoides Roem. & Schult.
- Ipomoea nationis (Hook.) G.Nicholson
- Ipomoea neei (Spreng.) O'Donell
- Ipomoea nematoloba Urb.
- Ipomoea nematophylla Urb.
- Ipomoea nephrosepala Chiov.
- Ipomoea neriifolia Gardner
- Ipomoea neurocephala Hallier f.
- Ipomoea nil (L.) Roth – wilec fioletowy
- Ipomoea nitida Griseb.
- Ipomoea nivea J.R.I.Wood & Scotland
- Ipomoea noctulifolia McPherson
- Ipomoea noemana E.Jara, P.Muñoz & H.Beltrán
- Ipomoea nyctaginea Choisy
- Ipomoea oblongata E.Mey. ex Choisy
- Ipomoea oblongifolia (Hassl.) O'Donell
- Ipomoea obscura (L.) Ker Gawl.
- Ipomoea ochracea (Lindl.) Sweet
- Ipomoea odontophylla J.R.I.Wood & Scotland
- Ipomoea oenotherae (Vatke) Hallier f.
- Ipomoea oenotheroides (L.f.) A.Meeuse & Welman
- Ipomoea ommanneyi Rendle
- Ipomoea opulifolia Rusby
- Ipomoea oranensis O'Donell
- Ipomoea orizabensis (G.Pelletan) Ledeb. ex Steud.
- Ipomoea ovatolanceolata (Hallier f.) Thulin
- Ipomoea padillae O'Donell
- Ipomoea paludicola J.R.I.Wood & Scotland
- Ipomoea paludosa O'Donell
- Ipomoea pampeana P.P.A.Ferreira & Miotto
- Ipomoea pandurata (L.) G.Mey. – wilec skrzypcowaty
- Ipomoea pantanalensis J.R.I.Wood & Urbanetz
- Ipomoea paolii Chiov.
- Ipomoea papilio Hallier f.
- Ipomoea paradae J.R.I.Wood & Scotland
- Ipomoea paraguariensis Peter
- Ipomoea paranaensis Hoehne
- Ipomoea parasitica (Kunth) G.Don
- Ipomoea parvibracteolata J.R.I.Wood & L.V.Vasconc.
- Ipomoea passifloroides House
- Ipomoea pauciflora M.Martens & Galeotti
- Ipomoea paulistana (Silva Manso) Stellfeld
- Ipomoea paulitschkei Schweinf. & Volkens
- Ipomoea pearceana Kuntze
- Ipomoea pedicellaris Benth.
- Ipomoea pellita Hallier f.
- Ipomoea perbella (Verdc.) J.R.I.Wood & Scotland
- Ipomoea perpartita McPherson
- Ipomoea perrieri Deroin
- Ipomoea peruviana O'Donell
- Ipomoea pes-caprae (L.) R.Br.
- Ipomoea pes-tigridis L.
- Ipomoea peteri (Kuntze) Staples & Govaerts
- Ipomoea petitiana Lejoly & Lisowski
- Ipomoea petrophila House
- Ipomoea philomega (Vell.) House
- Ipomoea pierrei Gagnep.
- Ipomoea pileata Roxb.
- Ipomoea pinifolia Meisn.
- Ipomoea pintoi O'Donell
- Ipomoea pittieri O'Donell
- Ipomoea platensis Ker Gawl.
- Ipomoea plummerae A.Gray
- Ipomoea pochutlensis J.R.I.Wood & Scotland
- Ipomoea pogonantha Thulin
- Ipomoea pogonocalyx J.R.I.Wood & Scotland
- Ipomoea pohlii Choisy
- Ipomoea polhillii Verdc.
- Ipomoea polpha R.W.Johnson
- Ipomoea polymorpha Roem. & Schult.
- Ipomoea populina House
- Ipomoea porphyrea J.R.I.Wood & Scotland
- Ipomoea porrecta Rendle & Britten
- Ipomoea praecana House
- Ipomoea praecox C.Wright
- Ipomoea prismatosyphon Welw.
- Ipomoea procumbens Mart. ex Choisy
- Ipomoea procurrens Meisn.
- Ipomoea prolifera J.R.I.Wood & Scotland
- Ipomoea protea Rendle & Britten
- Ipomoea proxima (M.Martens & Galeotti) Godm. & Salvin
- Ipomoea pruinosa McPherson
- Ipomoea psammophila J.R.I.Wood & Scotland
- Ipomoea pseudocalystegia Hassl.
- Ipomoea pseudomalvaeoides Chodat & Hassl.
- Ipomoea pseudomarginata Deroin
- Ipomoea pseudoracemosa McPherson
- Ipomoea pterocaulis J.R.I.Wood & L.V.Vasconc.
- Ipomoea pubescens Lam.
- Ipomoea pulcherrima Ooststr.
- Ipomoea puncticulata Benth.
- Ipomoea purga (Wender.) Hayne – wilec przeczyszczający
- Ipomoea purpurea (L.) Roth – wilec purpurowy
- Ipomoea pyramidalis Hallier f.
- Ipomoea pyrenea Taub.
- Ipomoea pyrophila A.Chev.
- Ipomoea quamoclit L. – wilec pierzasty
- Ipomoea queirozii J.R.I.Wood & L.V.Vasconc.
- Ipomoea racemigera F.Muell. & Tate
- Ipomoea racemosa Poir.
- Ipomoea ramosissima (Poir.) Choisy
- Ipomoea ramulosa J.R.I.Wood & Scotland
- Ipomoea recta De Wild.
- Ipomoea reflexa Span.
- Ipomoea reflexisepala Lejoly & Lisowski
- Ipomoea regnellii Meisn.
- Ipomoea repanda Jacq.
- Ipomoea reticulata O'Donell
- Ipomoea retropilosa (Pittier) D.F.Austin
- Ipomoea revoluta J.R.I.Wood & Scotland
- Ipomoea richardsiae Verdc.
- Ipomoea riparum Standl. & L.O.Williams
- Ipomoea robbrechtii Lejoly & Lisowski
- Ipomoea robertsiana Rendle
- Ipomoea robinsonii House
- Ipomoea robusta Urb.
- Ipomoea rojasii Hassl.
- Ipomoea rosea Choisy
- Ipomoea rotundata Verdc.
- Ipomoea rubens Choisy
- Ipomoea rubriflora O'Donell
- Ipomoea rumicifolia Choisy
- Ipomoea rupestris Sim.-Bianch. & Pirani
- Ipomoea rupicola House
- Ipomoea rzedowskii E.Carranza, Zamudio & Murguía
- Ipomoea sagittata Poir.
- Ipomoea sagittifolia Burm.f.
- Ipomoea saintronanensis R.W.Johnson
- Ipomoea salicifolia Roxb.
- Ipomoea salsettensis Santapau & Patel
- Ipomoea santillanii O'Donell
- Ipomoea saopaulista O'Donell
- Ipomoea schaffneri S.Watson
- Ipomoea schaijesii Lejoly & Lisowski
- Ipomoea schomburgkii Choisy
- Ipomoea schulziana O'Donell
- Ipomoea scopulina J.R.I.Wood & Scotland
- Ipomoea scopulorum Brandegee
- Ipomoea seaania Felger & Austin
- Ipomoea seducta House
- Ipomoea sericophylla Meisn.
- Ipomoea sericosepala J.R.I.Wood & Scotland
- Ipomoea serrana Sim.-Bianch. & L.V.Vasconc.
- Ipomoea sescossiana Baill.
- Ipomoea setifera Poir.
- Ipomoea setosa Ker Gawl.
- Ipomoea shirambensis Baker
- Ipomoea shumardiana (Torr.) Shinners
- Ipomoea shupangensis Baker
- Ipomoea sidamensis Thulin
- Ipomoea sidifolia Schrad.
- Ipomoea silvicola House
- Ipomoea simonsiana Rendle
- Ipomoea simplex Thunb.
- Ipomoea simulans D.Hanb.
- Ipomoea sofomarensis Sebsebe
- Ipomoea sororia D.F.Austin & J.L.Tapia
- Ipomoea spathulata Hallier f.
- Ipomoea spectata J.A.McDonald
- Ipomoea sphenophylla Urb.
- Ipomoea spinulifera J.R.I.Wood & Scotland
- Ipomoea splendor-sylvae House
- Ipomoea spruceana Benth. ex Meisn.
- Ipomoea squamisepala O'Donell
- Ipomoea squamosa Choisy
- Ipomoea stans Cav.
- Ipomoea staphylina Roem. & Schult.
- Ipomoea steerei (Standl.) L.O.Williams
- Ipomoea stenobasis Brenan
- Ipomoea stenosiphon Hallier f.
- Ipomoea steudelii Millsp.
- Ipomoea stibaropoda Ooststr.
- Ipomoea stocksii C.B.Clarke
- Ipomoea stuckertii O'Donell
- Ipomoea suaveolens (M.Martens & Galeotti) Hemsl.
- Ipomoea subrevoluta Choisy
- Ipomoea subspicata (Meisn.) O'Donell
- Ipomoea suburceolata O'Donell
- Ipomoea suffruticosa Burch.
- Ipomoea suffulta (Kunth) G.Don
- Ipomoea sulina P.P.A.Ferreira & Miotto
- Ipomoea sulphurea (La Llave) G.Don
- Ipomoea sultani Chiov.
- Ipomoea sumatrana (Miq.) Ooststr.
- Ipomoea syringifolia Meisn.
- Ipomoea tacambarensis E.Carranza
- Ipomoea tacuaremboensis Arechav.
- Ipomoea taiwanensis S.S.Ying
- Ipomoea tarijensis O'Donell
- Ipomoea tastensis Brandegee
- Ipomoea tehuantepecensis L.Torres, R.Torres, M.P.Ramírez & J.A.McDonald
- Ipomoea temascaltepecensis Wilkin
- Ipomoea tenera Meisn.
- Ipomoea tentaculifera Greenm.
- Ipomoea tenuifolia (Vahl) Kuntze
- Ipomoea tenuiloba Torr.
- Ipomoea tenuipes Verdc.
- Ipomoea tenuirostris Choisy
- Ipomoea tenuissima Choisy
- Ipomoea teotitlanica McPherson
- Ipomoea ternata Jacq.
- Ipomoea ternifolia Cav.
- Ipomoea theodori O'Donell
- Ipomoea thunbergioides Welw.
- Ipomoea thurberi A.Gray
- Ipomoea ticcopa Verdc.
- Ipomoea tiliacea (Willd.) Choisy
- Ipomoea tolmerana R.W.Johnson
- Ipomoea transvaalensis A.Meeuse
- Ipomoea trichosperma Blume
- Ipomoea tricolor Cav. – wilec trójbarwny
- Ipomoea trifida (Kunth) G.Don
- Ipomoea triflora Forssk.
- Ipomoea triloba L.
- Ipomoea trinervia Schulze-Menz
- Ipomoea tuberculata Ker Gawl.
- Ipomoea tuboides O.Deg. & Ooststr.
- Ipomoea tubulata Sessé & Moc.
- Ipomoea ugborea Ogunw.
- Ipomoea uninervis J.R.I.Wood & Scotland
- Ipomoea urbaniana (Dammer) Hallier f.
- Ipomoea uruguayensis Meisn.
- Ipomoea vagans Baker
- Ipomoea valenzuelensis Chodat & Hassl.
- Ipomoea variifolia Meisn.
- Ipomoea veadeirosii J.R.I.Wood & Scotland
- Ipomoea velardei O'Donell
- Ipomoea velutina R.Br.
- Ipomoea velutinifolia J.R.I.Wood & Scotland
- Ipomoea venosa (Desr.) Roem. & Schult.
- Ipomoea verbasciformis (Meisn.) O'Donell
- Ipomoea verbascoidea Choisy
- Ipomoea verdcourtiana Lejoly & Lisowski
- Ipomoea vernalis R.E.Fr.
- Ipomoea verrucisepala Verdc.
- Ipomoea verruculosa (Pittier) O'Donell
- Ipomoea versipellis R.W.Johnson
- Ipomoea vespertilia F.D.Santos, G.C.Delgado-Junior & Buril
- Ipomoea villifera House
- Ipomoea violacea L.
- Ipomoea virgata Meisn.
- Ipomoea vivianae Krapov.
- Ipomoea volcanensis O'Donell
- Ipomoea walpersiana Duchass. ex Urb.
- Ipomoea walteri J.R.I.Wood & Scotland
- Ipomoea wangii C.Y.Wu
- Ipomoea welwitschii Vatke ex Hallier f.
- Ipomoea wightii (Wall.) Choisy
- Ipomoea wolcottiana Rose
- Ipomoea yaracuyensis J.R.Grande & W.Meier
- Ipomoea yardiensis A.S.George
- Ipomoea zacatecana J.R.I.Wood & Scotland
- Ipomoea zanzibarica Verdc.
- Ipomoea zimmermanii J.A.McDonald